# Élam

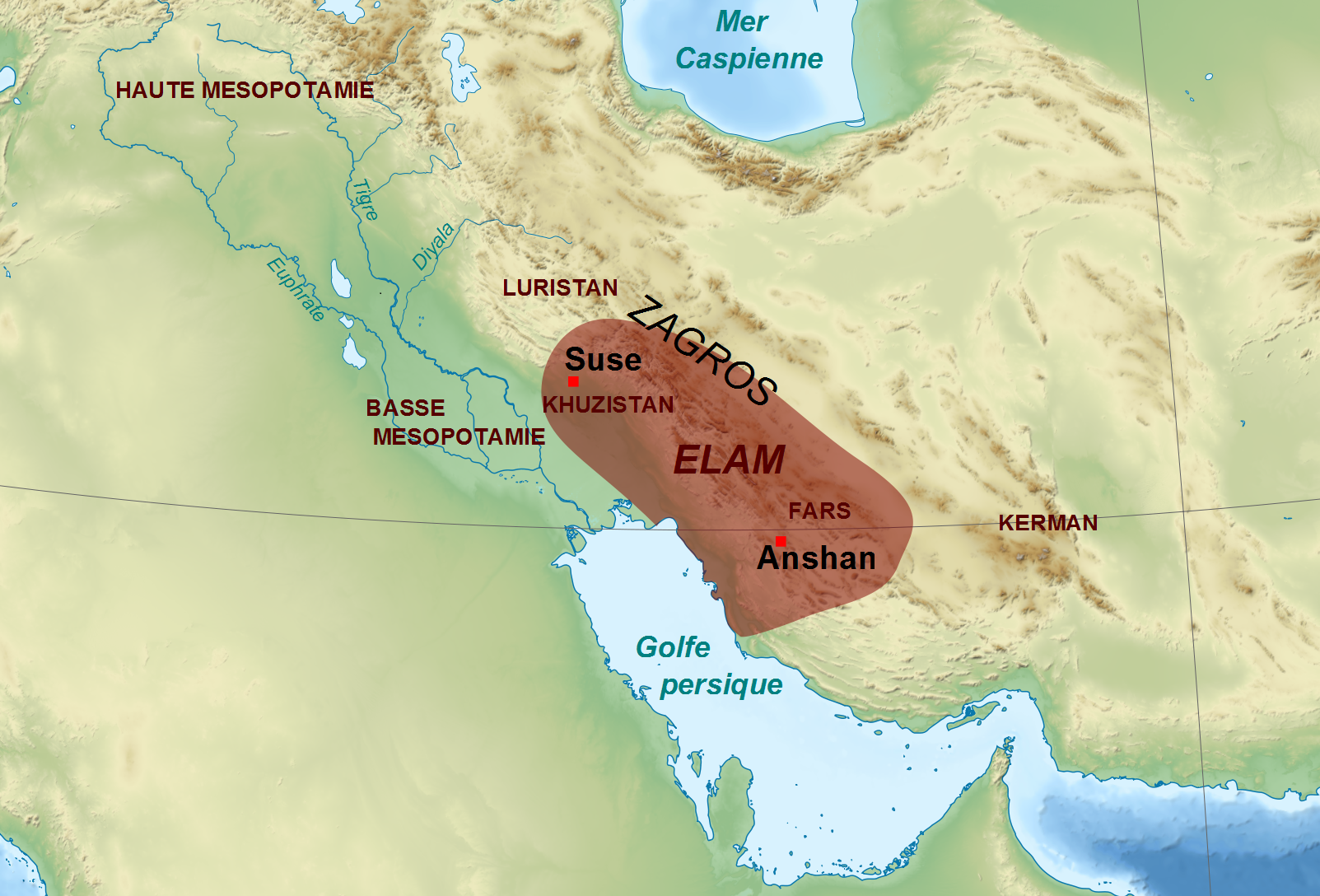
Localisation de l'Élam (limites approximatives).

Pour les articles homonymes, voir Elam.
Vous lisez un « article de qualité » labellisé en 2012.
Sauf précision contraire, les dates de cet article sont sous-entendues « avant l'ère commune », c'est-à-dire « avant Jésus-Christ ».
L'Élam ou Hatamti est un pays de l'Antiquité occupant la partie sud-ouest du plateau Iranien, autour des actuelles provinces du Ilam, Khouzistan et du Fars, qui correspondent à ses deux principales régions, celle de Suse et celle d'Anshan/Anzan. Le pays élamite, attesté par des textes allant de la fin du IVe millénaire av. J.-C. au Ier millénaire apr. J.-C., recouvrit des réalités géographiques et politiques différentes pendant sa longue histoire. Il fut parfois divisé en plusieurs entités politiques, surtout jusqu'au IIIe millénaire av. J.-C., mais aussi plusieurs fois par la suite, et il connut par contre des phases d'unification, sous l'impulsion de puissantes dynasties (notamment les Sukkalmah, Igehalkides, Shutrukides), surtout au IIe millénaire av. J.-C.
À partir du Ier millénaire av. J.-C., l'Élam se réduit à sa partie occidentale, autour de la Susiane, la partie orientale étant occupée par les Perses, qui lui donnent le nom qu'elle a gardé depuis (Perse/Fars). Le pays élamite perdit son autonomie politique après son combat contre l'Assyrie et sa conquête par les Perses, même s'il semble avoir revécu plusieurs siècles plus tard, à travers le royaume d'Élymaïde. Des survivances de cet ancien pays et de son peuple semblent encore attestées jusqu'au début du IIe millénaire apr. J.-C.
L'histoire de l'Élam est difficilement dissociable de celle de la Mésopotamie voisine, qui exerce sur ces territoires une forte influence. Les sources mésopotamiennes sont essentielles pour redécouvrir la civilisation élamite, complétées par celles provenant de sites de la région, avant tout de Suse. Elles laissent apparaître un ensemble de régions hétérogènes présentant des originalités culturelles (perceptibles dans le culte religieux et l'art), mais beaucoup d'aspects restent obscurs en l'état actuel des connaissances scientifiques (par exemple l'organisation politique, les activités de production, la mythologie).

## Conditions d'études et problèmes de définition

### Redécouverte, études et documentation disponible

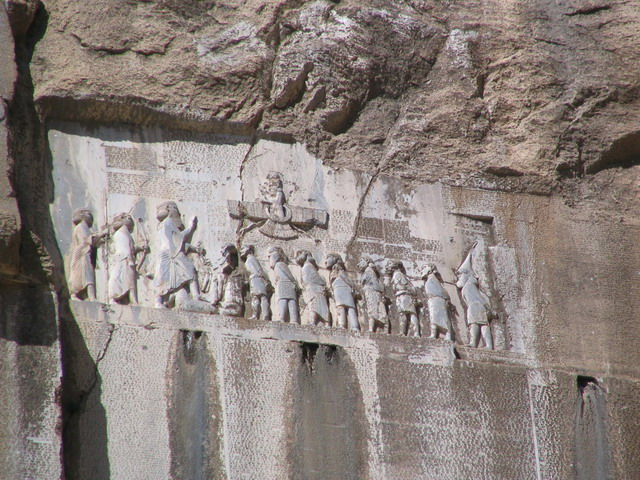
L'inscription de Behistun ayant permis des avancées majeures dans le déchiffrement du cunéiforme et la redécouverte de la langue élamite.

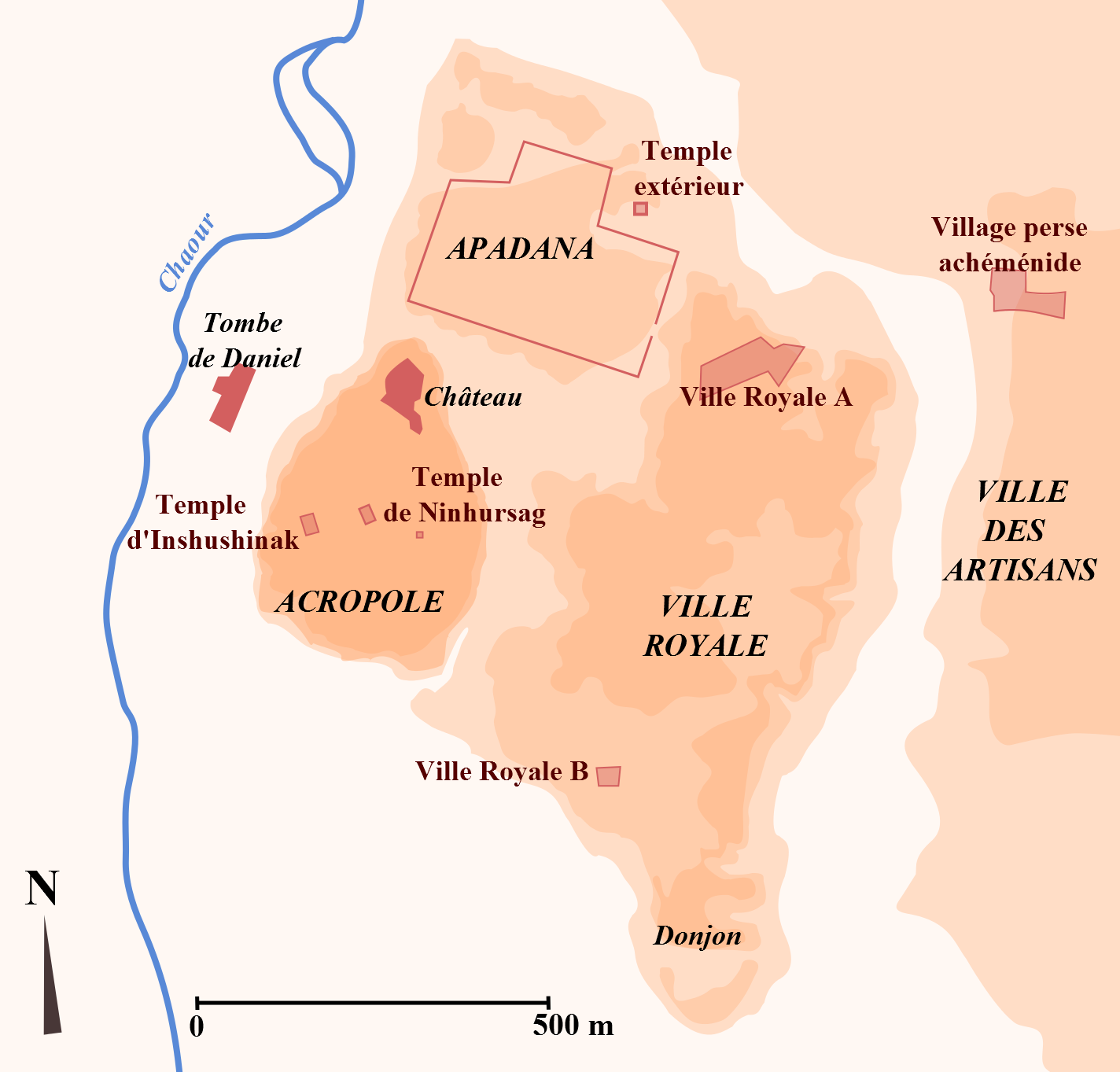
Site de Suse, avec la localisation des principales zones de fouilles pour la période élamite.

Depuis sa disparition dans l'Antiquité, le royaume élamite avait sombré dans l'oubli, en dehors de quelques mentions dans la Bible. La ville de Suse ne lui est pas associée dans la tradition classique, qui la connaissait comme la capitale de l'empire perse achéménide. Des textes cunéiformes en élamite sont copiés par des voyageurs européens dès le XVIIe siècle, sur des sites de Perse d'époque achéménide, où ils font partie d'inscriptions trilingues (aux côtés du vieux perse et de l'akkadien), inscriptions autour desquelles tourna l'épopée du déchiffrement du cunéiforme, dans la première moitié du XIXe siècle, telles que la fameuse inscription de Darius Ier à Behistun. Peu attestée par d'autres inscriptions, et impossible à rattacher à des langues connues, l'élamite suscite peu d'intérêt dans les premiers temps de la redécouverte des civilisations du Proche-Orient ancien. Les premières avancées appréciables sont publiées par Franz Heinrich Weissbach en 1890. Les chercheurs de cette période ont aisément identifié la moderne Shush comme étant la Suse antique, et localisent ainsi l'Élam, qui lui est souvent associé, au Khouzistan. 
Les premiers pans de l'histoire de l'Élam sont reconstitués à partir des traductions de textes provenant des sites mésopotamiens, notamment les métropoles assyriennes (en premier lieu Ninive), puis celles du sud mésopotamien (Girsu, Uruk, etc.). L'Élam est depuis essentiellement perçu par le prisme des sources mésopotamiennes, comme un « sparring-partner » des royaumes du Pays des deux fleuves. Les premières fouilles sur l'ancien Élam se dirigent logiquement vers Suse à la fin du XIXe siècle. Menées dans la première moitié du XXe siècle par des équipes françaises, dont les directeurs (surtout J. de Morgan puis R. de Mecquenem) sont peu soucieux de mettre au jour des bâtiments, qu'ils ont de toute manière beaucoup de mal à identifier en raison de leur méconnaissance de l'architecture en brique crue, elles mettent au jour une moisson d'objets et d'inscriptions de la période élamite, pour la plupart conservés au Musée du Louvre à l'heure actuelle, qui constituent encore l'essentiel de la documentation pour étudier l'histoire élamite. Les résultats des fouilles françaises à Suse et dans sa région ont été publiés dans la longue série des Mémoires de la Délégation en Perse (MDP). Les études des premières décennies du XXe siècle permettent la mise au point des premières tentatives de synthèse de l'histoire élamite, conscientes des lacunes de la documentation disponible. La découverte à Persépolis, dans les années 1930, de milliers de tablettes administratives en élamite et datées de l'époque achéménide ne conduit pas dans l'immédiat à une amélioration des études élamites, car elles ne sont publiées qu'à partir des années 1960, beaucoup restant encore inédites.

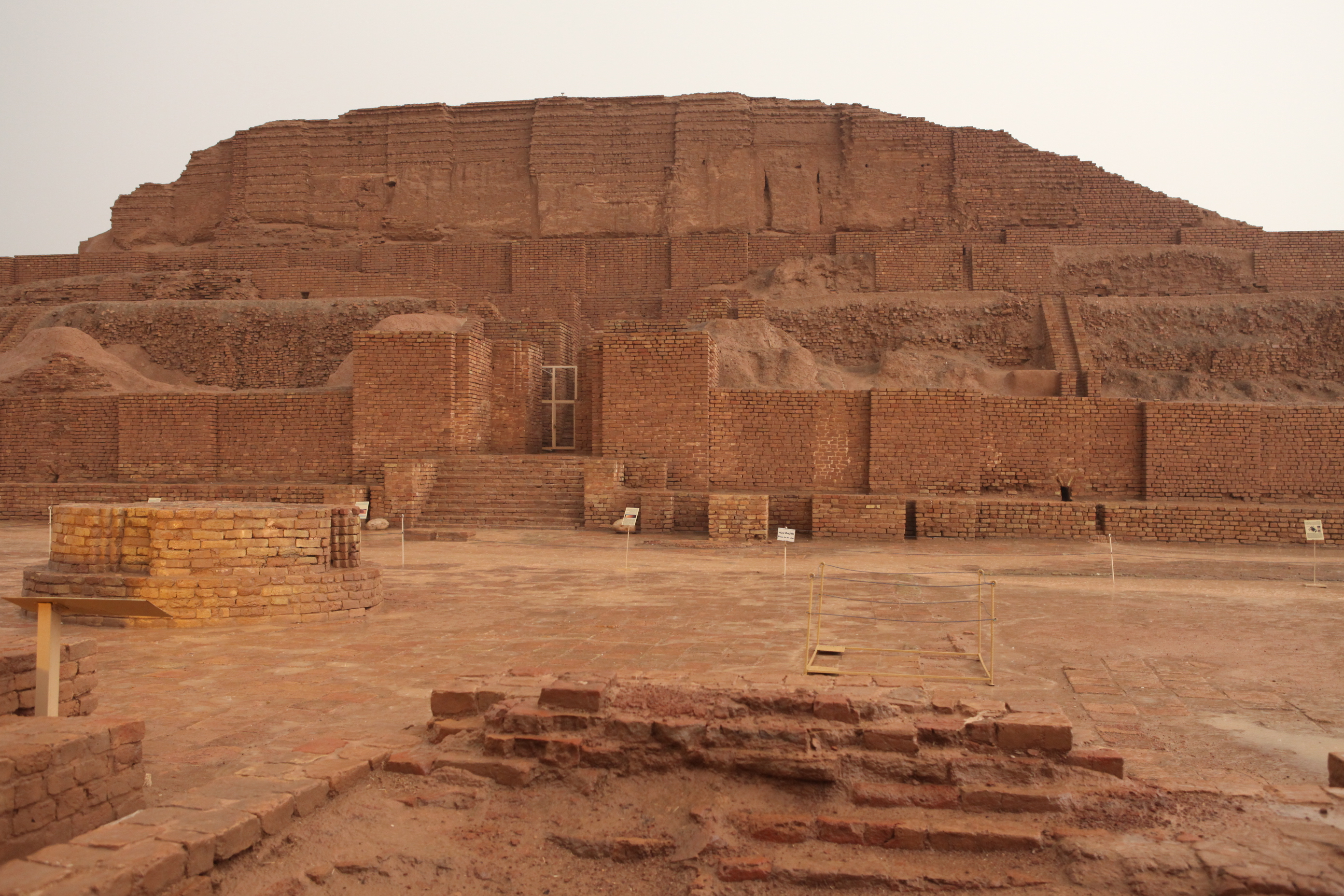
La ziggurat de Chogha Zanbil et un espace cultuel construit à ses pieds.

La mise au jour de nouveaux sites après 1945 donne l'occasion d'un élargissement de la documentation et d'un approfondissement des connaissances sur l'Élam. Chogha Zanbil est fouillé par les équipes françaises de R. Ghirshman, œuvrant conjointement à Suse (à 40 kilomètres de là) entre 1951 et 1961. Ils y découvrent des inscriptions et œuvres d'art, y établissent les premiers relevés convenables de monuments élamites, notamment d'une impressionnante ziggurat. À partir de 1965, une équipe iranienne, dirigée par O. Negahban, fouille un autre site proche de Suse : Haft-Tappeh, où elle met au jour un complexe monumental et des tablettes de nature variée. Un grand changement vient des campagnes de fouilles menées dans le Fars par une équipe de l'Université de Pennsylvanie, sous la direction de W. Sumner, entre 1971 et 1978, sur le site de Tell-e Malyan, qui s'avère être l'antique Anshan/Anzan, une des principales capitales des rois élamites, aux côtés de Suse, encore que les résultats des fouilles aient été peu spectaculaires comparés à ceux des sites du Khouzistan. Cela permet cependant une révision de la vision géographique de l'Élam, que la recherche ne limite plus au seul Khouzistan, mais étend considérablement plus à l'est, offrant une nouvelle perception de l'histoire élamite, en prenant mieux en compte sa dimension montagnarde, qui reste cependant peu documentée en dehors de Malyan et de sanctuaires rupestres comme Kurangun, qui font l'objet d'études dans les années 1980. Parallèlement, l'étude de la langue élamite a progressé, même si la documentation écrite provenant de Suse n'a été que peu étudiée depuis sa publication. 
Des synthèses récentes ont pu offrir une vision de l'histoire élamite plus centrée sur cette civilisation étudiée pour elle-même, mais divers problèmes demeurent, comme une grande incertitude dans la reconstitution de la géographie de l'ancien Élam, le manque de sites bien connus en dehors de la Susiane, ce qui conduit à une surreprésentation de cette région, et le poids toujours prépondérant de la documentation mésopotamienne, pour une reconstitution de l'histoire élamite qui donne souvent une vision biaisée de celle-ci.

### Définition

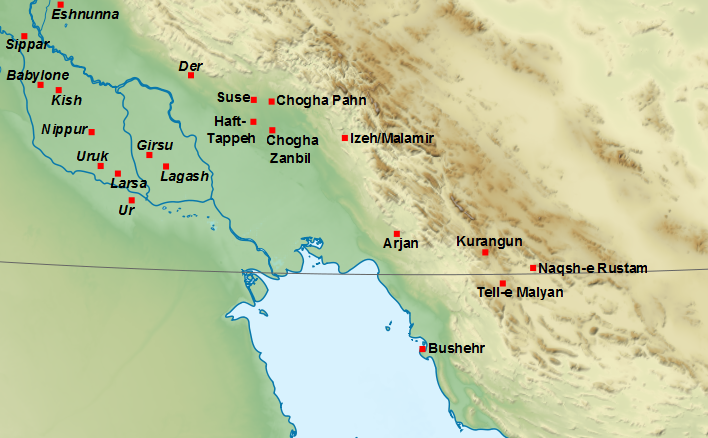
Localisation des principaux sites archéologiques élamites, et leur situation par rapport à ceux de la Basse Mésopotamie.

Le terme Élam employé actuellement est, comme de nombreux noms géographiques du Moyen-Orient antique, présent dans le texte biblique, notamment la Genèse, ou les livres de Jérémie et de Daniel. Il s'agit d'un emprunt au terme akkadien identique Elam, peut-être lui-même dérivé de l'élamite Ha(l)tamti, à moins que ce soit ce dernier qui soit emprunté à l'akkadien. Cette hypothèse d'un lien de parenté entre l'exonyme Élam et l'endonyme Hatamti n'est pas partagée par tous les spécialistes. Les Sumériens du IIIe millénaire anciens désignent les régions du Sud-Ouest iranien (pas seulement élamites) sous le terme NIM, « élevé », en raison de leur topographie montagneuse, qui contraste avec la platitude de leur propre pays. Quoi qu'il en soit, ces termes employés par les Mésopotamiens pour désigner une région extérieure, ou bien par les rois élamites pour en présenter une vision unificatrice idéalisée, ne doivent pas masquer le fait que durant toute son existence l'Élam est un ensemble hétérogène de micro-régions ayant leur propre identité, et souvent une autonomie politique (voire un langage propre), conditions sans doute facilitées par le cloisonnement des vallées montagnardes. Au cours de son histoire, l'Élam a pu être unifié par des souverains puissants, notamment au IIe millénaire, mais il n'a jamais constitué un ensemble homogène politiquement et culturellement. Du reste, l'« élamicité » est difficile à déceler : il y a bien des divinités qui peuvent être caractérisées comme « élamites », mais celles-ci ont en fait un ancrage régional marqué (il y a un groupe de divinités de Suse, un autre d'Anshan, etc.) ; la langue élamite, isolat linguistique peut-être apparenté à des langues dravidiennes, est connue par des tablettes et inscriptions cunéiformes qui ne disent pas grand-chose de son emploi en tant que langue parlée, et de la possible présence de dialectes régionaux.
Une question liée à cette hétérogénéité de l'espace élamite est le lien entre ses deux principaux centres aux périodes historiques, Suse et Anshan. La première est située dans une région de plaine, la Susiane (actuel Khouzistan) qui présente des conditions écologiques similaires à la Basse Mésopotamie, dont elle peut être vue comme une extension orientale. Elle a présenté tout au long de l'Antiquité des affinités culturelles fortes avec cette dernière, et sa population semble en grande partie parler la même langue que les Mésopotamiens : l'akkadien (au moins au IIe millénaire). C'est dans cette région que l'emploi du cunéiforme est le plus attesté, et que la documentation archéologique est la plus importante, ce qui n'est pas lié uniquement aux conditions de la recherche, mais reflète sans doute une réalité antique : cette région est la plus urbanisée et lettrée de l'Élam. Le pays d'Anshan (en gros l'actuel Fars) est en revanche un pays montagnard, peuplé en majorité de semi-nomades ne disposant pas d'établissements permanents, et n'employant que très peu l'écriture, ce qui explique pourquoi il est peu documenté. Cette différence a souvent été vue comme une dualité. Pour P. Amiet, l'histoire élamite alterne ainsi entre des phases durant lesquelles l'influence mésopotamienne est forte, et d'autres durant lesquelles domine celle des montagnards du « Haut-Pays », vu comme proprement élamite. La documentation de la Susiane est un baromètre indiquant ces influences, car cette région balance entre les deux. 
Allant plus loin, F. Vallat ne considère pas Suse comme élamite durant la majeure partie de son histoire, car l'Élam serait centré sur le Haut-Pays d'Anshan, qui serait le seul à être de culture proprement élamite, tandis que Suse aurait plutôt une culture de type mésopotamien. Elle ne serait « élamite » que durant la première moitié du Ier millénaire, quand la documentation en élamite y est prépondérante. D. Potts propose une vision plus nuancée des choses : certes les habitants de Suse et d'Anshan seraient différents, de même que ceux des autres régions voisines, comme Awan, Sherihum, Simashki et autres, mais tous sont perçus comme Élamites du point de vue mésopotamien, ce qui semble primordial pour la définition de cette entité géographique.

## Histoire
L'histoire élamite est couramment divisée en plusieurs phases : une période paléo-élamite d'environ 2600 à 1500 av. J.-C., une période médio-élamite d'environ 1500 à 1000 av. J.-C. et une période néo-élamite d'environ 1000 à 539 av. J.-C. On divise couramment ces périodes en sous-périodes, censées correspondre à des dynasties, mais cette terminologie peut être trompeuse, car les liens entre les souverains n'étant pas toujours assurés, il semblerait que plusieurs de ces « dynasties » soient issues d'une même lignée de monarques, tandis que dans d'autres cas il n'y a apparemment pas de liens familiaux entre des souverains se succédant. Ce découpage est étendu en amont jusqu'à une période proto-élamite, d'environ 3100 à 2800 av. J.-C., dans laquelle on reconnaît couramment un précurseur de l'Élam. L'histoire élamite ne s'arrête pas avec la perte de l'indépendance des royaumes élamites face aux Perses, au VIe siècle av. J.-C., puisqu'on peut en trouver des survivances sur plus d'un millénaire.
L'histoire élamite est essentiellement reconstituée par des sources extérieures à ce pays, provenant de Mésopotamie. Les inscriptions royales élamites ne mentionnent pas d'événements militaires, à quelques exceptions près, et concernent avant tout des actes pieux, qui sont d'un intérêt réduit pour la reconstitution d'une histoire politique. Ce que l'on sait de l'histoire des royaumes élamites est donc essentiellement ce que leurs voisins mésopotamiens ont rapporté, c'est-à-dire ce qui les concernait eux-mêmes. On comprendra donc que les événements internes à l'Élam, ou les relations avec des régions voisines non mésopotamiennes, ne sont pas connus. De plus, la datation est de plus en plus approximative au fur et à mesure qu'on remonte dans le temps, elle n'est fiable qu'à partir de la période néo-élamite.

### Antécédents
Le développement d'entités politiques complexes est décelable dans le Sud-Ouest iranien dans le courant du IVe millénaire. Cette période, marquée en Susiane par une forte influence de la « civilisation d'Uruk », dont le foyer est en Basse Mésopotamie, voit certains sites habités atteindre le stade urbain, ce qui se caractérise notamment par la présence de monuments plus vastes qu'auparavant. Dans les derniers siècles du millénaire, on peut considérer que les sociétés passent au stade de l'État, au moins dans la plaine de Suse. Le développement des instruments de comptabilité et de systèmes de proto-écriture attestés en Basse Mésopotamie se retrouve également en Susiane à cette période.
Aux alentours de 3100-3000, l'influence mésopotamienne connaît un reflux en Susiane, tandis que les régions situées plus à l'est, dans le Fars, auparavant peu ouvertes sur l'extérieur, exercent une forte influence sur une grande partie du plateau Iranien, notamment à partir de son centre urbain principal, le site de Tell-e Malyan (Anshan/Anzan aux périodes historiques). C'est la période dite « proto-élamite », généralement considérée comme un antécédent des royaumes élamites qui se développent par la suite. Une forme d'écriture originale qui se développe alors, le proto-élamite, en parallèle avec la première écriture mésopotamienne. Il n'y a pas d'argument décisif pour attribuer cette civilisation à des Élamites. La région de Suse partage alors la même culture que le Haut-Pays de Malyan, ce qui pourrait indiquer le fait qu'elle passe dans son orbite. Les porteurs de la culture proto-élamite étendent également leur influence sur plusieurs sites du plateau Iranien, jusqu'à Shahr-i Sokhteh dans le Seistan. Cette expansion, similaire à celle que l'on observe pour la période d'Uruk depuis la Basse Mésopotamie, pourrait être motivée en priorité par des besoins commerciaux. Les tablettes proto-élamites retrouvées sur plusieurs sites iraniens sont en effet de nature comptable, voire commerciale. Les conditions de l'effondrement de la civilisation proto-élamite, entre 2900 et 2800, restent encore mystérieuses.

### Période paléo-élamite

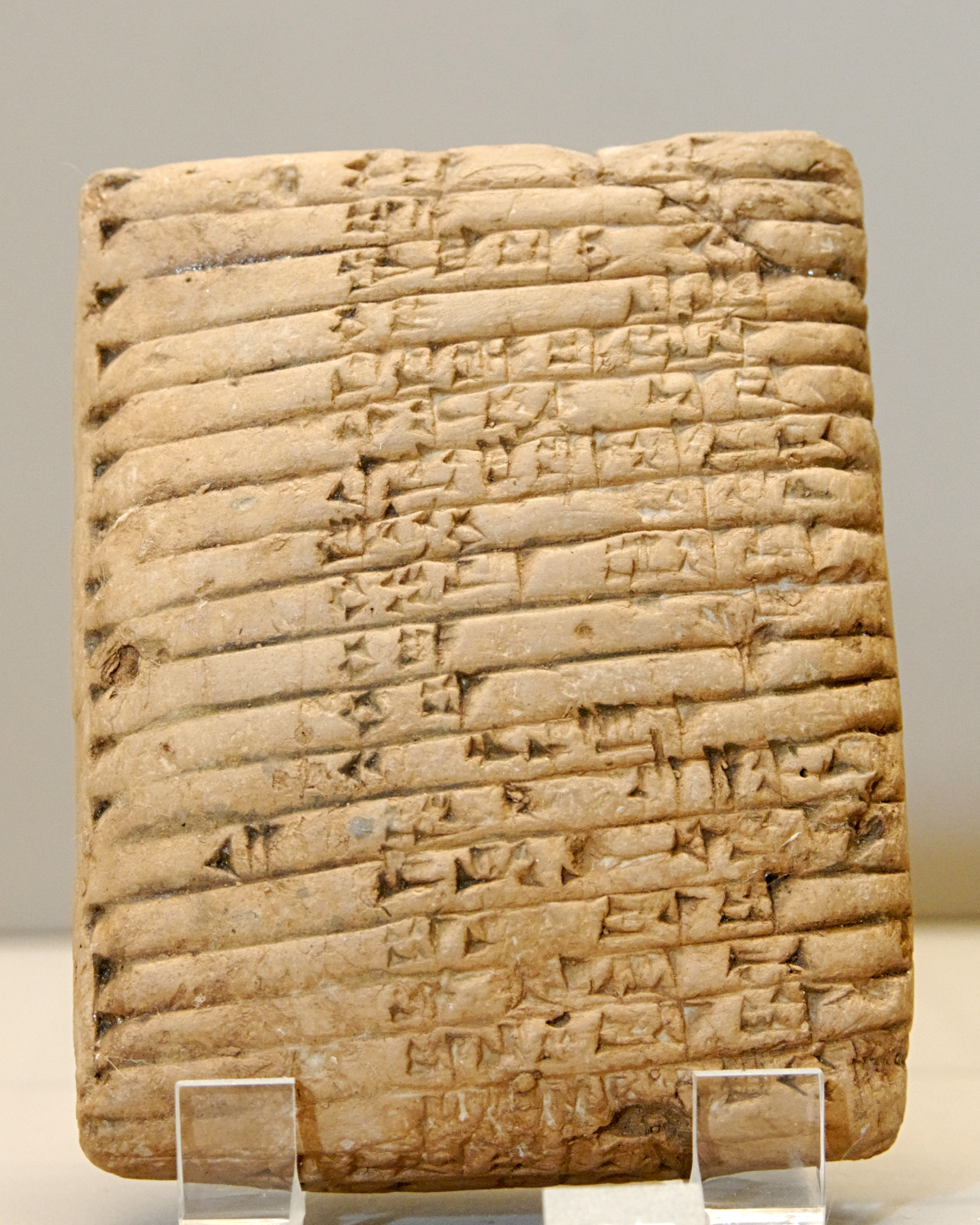
Liste dynastique de rois d'Awan et de Simashki, rédigée vers 1800-1600 av. J.-C., Musée du Louvre.

La première phase de l'histoire élamite, la période dite « paléo-élamite », dure en gros de 2600 à 1500. Durant ce millénaire, plusieurs entités politiques se partagent le Sud-Ouest iranien, et peuvent être caractérisées comme élamites. L'influence des royaumes mésopotamiens et leurs tentatives d'expansion vers le plateau Iranien jouent sans doute un grand rôle dans l'affirmation progressive de royaumes exerçant une forme d'hégémonie sur l'Élam, considérés comme des « dynasties » dirigeant ce pays : Awan, Simashki et les Sukkalmah. À leur apogée, ceux-ci sont en mesure d'être des menaces pour leurs voisins mésopotamiens.
Lorsque l'Élam commence à être évoqué dans la documentation écrite mésopotamienne, vers 2600-2300, c'est une région aux contours assez flous, qui ne forme pas un État unifié, puisque le Sud-Ouest iranien est alors divisé en plusieurs entités politiques. La plus importante est celle d'Awan, ville dont la localisation exacte est encore discutée, qu'il faut sans doute situer vers le Lorestan actuel. Ses rois sont plusieurs fois entrés en conflits avec les souverains de Sumer et d'Akkad, et la Liste royale sumérienne rapporte même qu'ils auraient dominé à un moment la Basse-Mésopotamie, affirmation qui n'a apparemment aucun fondement. Les souverains d'Awan sont vaincus par les souverains de l'empire d'Akkad, à commencer par Sargon, malgré l'aide récurrente de leur allié de Marhashi, royaume apparemment non-élamite situé plus à l'est. La Susiane passe donc sous la coupe des rois d'Akkad, et subit à nouveau  une forte influence mésopotamienne, mais les rois d'Awan restent autonomes. Quand l'empire d'Akkad se désagrège, après la mort de Naram-Sîn, le nouveau roi d'Awan, Puzur-Inshushinak, réussit à constituer un royaume puissant depuis Suse, qu'il a reprise. Il développe un système d'écriture original (l'« élamite linéaire ») et patronne un art influencé par la Mésopotamie. Ses tentatives d'expansion en direction de la Diyala se soldent finalement par un échec, sans doute face à Ur-Namma, roi d'Ur qui a unifié la Basse Mésopotamie vers 2100.
L'histoire des royaumes élamites suivants est marquée par leurs relations avec les rois de cette troisième dynastie d'Ur (Ur III), qui à partir de Shulgi étendent leur pouvoir en direction du Sud-Ouest iranien, en incorporant dans leur empire la Susiane et une partie du Zagros occidental. Ils doivent cependant composer avec les souverains d'Anshan, Huhnur, Bashime, Zabshali ou encore Marhashi, alternant conflits et tentatives de relations pacifiques (notamment à travers d'alliances matrimoniales). Mais les rois d'Ur échouent à établir une domination stable sur ces régions, et dans la seconde moitié du XXIe siècle leur État se désagrège, notamment du fait de la pénétration de tribus amorrites, depuis la Haute Mésopotamie. C'est une coalition dirigée par un roi élamite, Kindattu de Simashki, qui leur porte le coup de grâce, vers 2004. Les rois de Simashki établissent alors leur hégémonie sur les autres entités politiques élamites, et entretiennent des relations plutôt pacifiques avec les rois amorrites, qui ont établi plusieurs royaumes en Basse Mésopotamie (Isin, Larsa et Eshnunna notamment), avant que l'un d'eux, Gungunnum de Larsa, n'inflige une défaite cinglante à des troupes élamites.
Une nouvelle « dynastie » établit son hégémonie sur l'Élam vers 1900 au plus tard, celle des Sukkalmah, d'après le titre que portent ses souverains, signifiant « Grand régent » en sumérien, repris de la titulature du royaume d'Ur III. Elle est aussi parfois appelée dynastie des « Epartides », d'après le nom de son fondateur supposé, Eparti/Ebarat (II). En fait il se pourrait qu'il n'y ait pas de rupture dynastique entre cette lignée de rois et la précédente, mais seulement un changement de titulature. L'Élam acquiert alors une grande puissance. Au début du XVIIIe siècle, le roi Shiruktuh réussit à se faire considérer comme un roi supérieur à ses contemporains les rois de Babylone, d'Eshnunna, de Mari, ou de Larsa. Son successeur Siwepalarhuhpak tente de concrétiser cette domination théorique en s'attaquant à Eshnunna. Il l'emporte grâce à l'appui de Zimri-Lim de Mari et Hammurabi de Babylone, mais continue ensuite ses attaques en direction de ses deux alliés, qui réussissent à le repousser tant bien que mal en se faisant aider par les autres rois amorrites. L'Élam ne semble pas affaibli pour autant : d'après une tradition postérieure mésopotamienne incertaine, le roi Kutir-Nahhunte Ier aurait pillé la ville d'Ur, en plein territoire babylonien. Mais par la suite, dans le courant du XVIIe siècle (au plus tard vers 1500), la dynastie s'effondre.

### Période médio-élamite

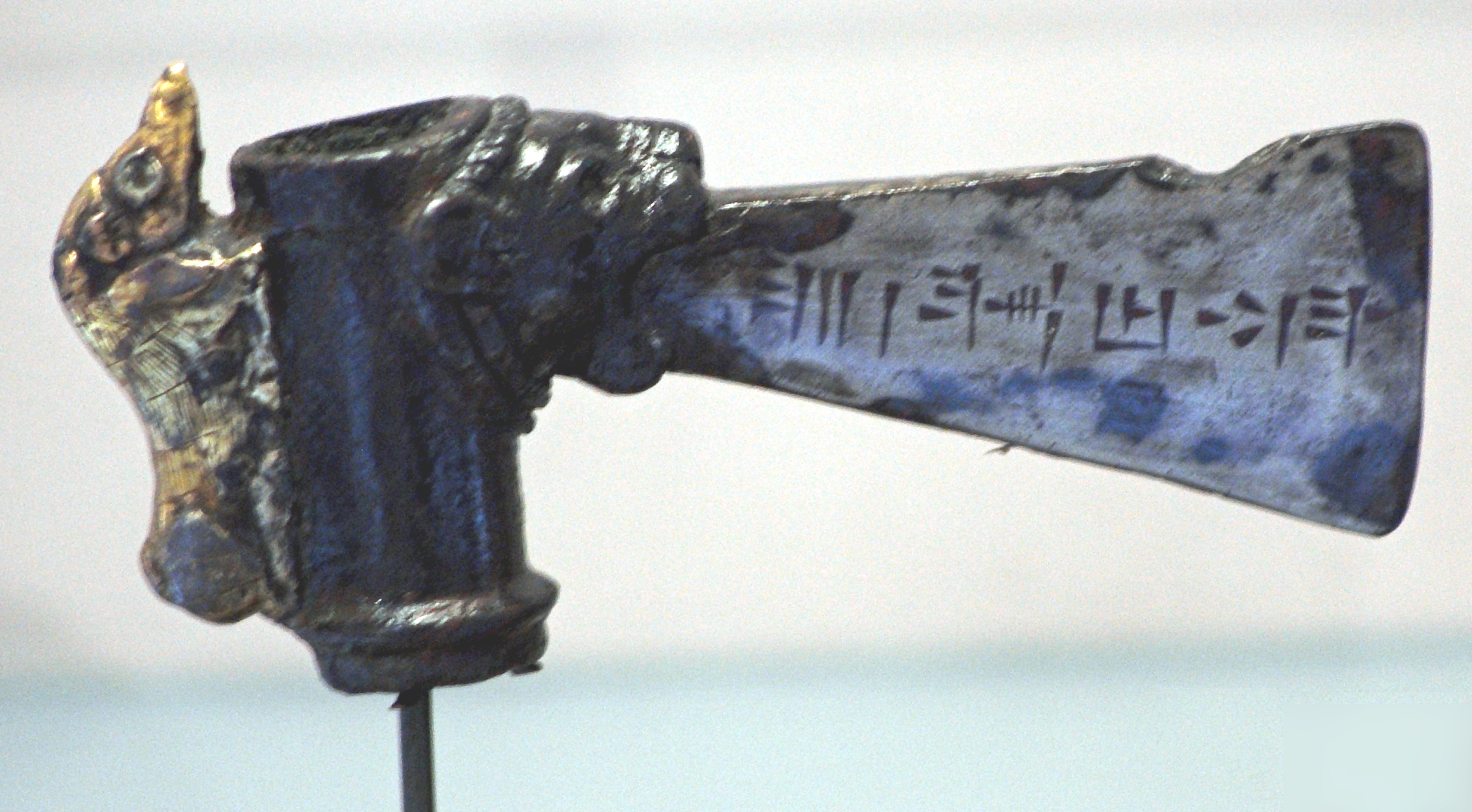
Hache en argent et électrum portant une inscription au nom d'Untash-Napirisha, Musée du Louvre.

La période dite « médio-élamite » (ou méso-élamite, 1500-1100) est comme la précédente divisée en trois « dynasties », les deux dernières (qui en fait ont pu n'en former qu'une seule) occupant une place importante dans l'histoire élamite, puisqu'elles peuvent être considérées comme l'apogée de cette civilisation, tant par les réalisations artistiques que par les résultats militaires. Les monarques prennent alors généralement le titre de « roi d'Anzan et du Suse » (sunki- Anzan Šušunka), symbolisant leur autorité sur les deux principales entités de l'Élam. La première dynastie de la période, celle dite des « Kidinuides », regroupe en fait des rois qui ne sont sans doute pas les membres d'une même lignée, et qui ne semblent avoir régné que sur la Susiane, voire sur une partie de celle-ci. Le souverain le mieux connu de cette période est Tepti-Ahar, qui se fait construire un complexe funéraire à Kabnak (Haft-Tappeh).
Vers 1400, une nouvelle dynastie est fondée par Ige-halki (on parle donc de dynastie des « Igehalkides »). Le premier roi est peut-être intronisé par le kassite Kurigalzu Ier, qui règne à Babylone. À sa suite, et pour la première fois, les Élamites entretiennent des relations cordiales avec les rois de Babylone, dont ils épousent des princesses à plusieurs reprises. Le principal souverain de cette dynastie est Untash-Napirisha (vers 1345-1305), qui fonde la ville de Dur-Untash (Chogha-Zanbil) en Susiane, peut-être vouée à être un site centralisant les diverses traditions religieuses des pays élamites autour du culte des grands dieux Napirisha et Inshushinak. Cette période est marquée par une volonté d'« élamitisation » de la royauté, et de sa capitale Suse, et c'est pour cela que les inscriptions royales sont désormais rédigées en élamite, et non plus en akkadien comme aux périodes précédentes. Le dernier roi connu de la dynastie, Kidin-Hutran (vers 1245-1215), lance plusieurs raids victorieux en Babylonie, affaiblissant les positions des Kassites.
La troisième phase de la période médio-élamite voit l'avènement d'une dynastie de rois-guerriers, les « Shutrukides » (peut-être les descendants de la précédente lignée) : Shutruk-Nahhunte (vers 1190-1155) et ses deux fils et successeurs Kutir-Nahhunte (vers 1155-1150) et Shilhak-Inshushinak (vers 1150-1125). En plusieurs campagnes entre 1165 et 1155, les deux premiers parviennent à éliminer la dynastie kassite de Babylone et à dominer une grande partie de la Babylonie. Ils emportent un butin considérable, constitué de plusieurs pièces remarquables, que les archéologues ont exhumé à Suse (stèles du Code de Hammurabi et de Naram-Sîn, divers kudurrus, etc.). Le troisième roi poursuit l'expansion militaire de son royaume, en soumettant une grande partie du Zagros oriental, poussant jusqu'aux franges du territoire assyrien à Arrapha. Il dispose du territoire le plus étendu qu'ait dirigé un roi élamite. Son règne est également marqué par une intense activité de construction dans sa capitale Suse. Mais la domination de la Babylonie n'est pas assurée, et elle est perdue dès 1140-1130. Le souverain élamite suivant, Hutelutush-Inshushinak (c. 1125-1105) est finalement vaincu par le roi babylonien Nabuchodonosor Ier, qui parvient jusqu'à Suse, et il doit se réfugier à Anzan. La dynastie shutrukide disparaît vers le début du XIe siècle, période de grands bouleversements dans tout le Moyen-Orient.

### Période néo-élamite

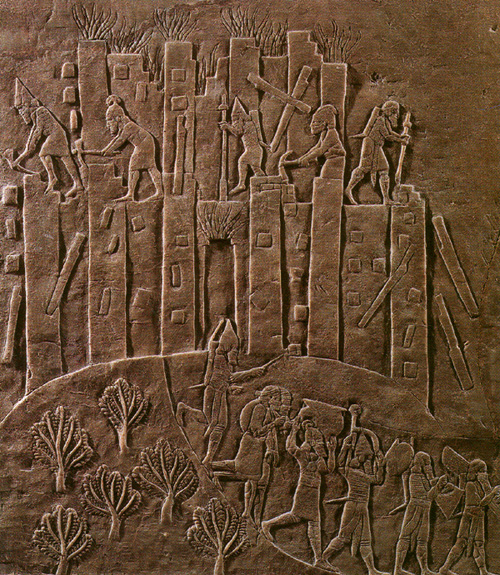
Représentation du sac de la ville de Hamanu par les troupes assyriennes en 646 av. J.-C., bas-relief du Palais sud-ouest de Ninive, British Museum.

La troisième et dernière grande phase de l'histoire élamite est la période dite « néo-élamite » (c. 1000-539), elle-même également divisée en trois sous-parties ; seule la deuxième, marquée par la lutte avec l'Empire assyrien, est bien connue. Pour la première partie (néo-élamite I), qui va de 1000 à 753, on ne connaît aucun roi élamite. On sait qu'à cette époque des peuples iraniens, en premier lieu les Mèdes et les Perses, s'installent dans l'Iran occidental. Ces derniers prennent possession de la région d'Anzan aux VIIIe – VIIe siècles, fondant une dynastie dans cette ville, et se mélangeant sans doute à la population élamite locale. Quand il réapparaît dans l'histoire, vers le milieu du VIIIe siècle, le royaume d'Élam est centré sur la Susiane, ses rois régnant depuis Suse.
La période néo-élamite II (753-646) voit un siècle de luttes contre l'Assyrie, empire dominant alors une grande partie du Moyen-Orient. Sous Tiglath-Phalazar III, les Assyriens parviennent à dominer la Babylonie et se trouvent donc aux portes de l'Élam. Les rois de ce royaume vont alors s'allier aux Babyloniens qui tentent de secouer le joug des occupants. En dépit de quelques revers éphémères, la puissance militaire assyrienne semble hors de portée de celle des Élamites et des Babyloniens, qui échouent à repousser durablement leurs ennemis du Nord. Une nouvelle grande révolte, soutenue par l'Élam et conduite par le roi de Babylone Shamash-shum-ukin (pourtant d'origine assyrienne et frère du roi d'Assyrie Assurbanipal), est matée par les Assyriens. Ceux-ci lancent alors une expédition dévastatrice contre l'Élam en 646. Les troupes élamites sont défaites, et leur capitale Suse est prise et pillée. L'Élam en tant que puissance politique a disparu, mais l'Assyrie s'est épuisée à réprimer les révoltes en Babylonie, et c'est finalement de là que vient sa fin quelques années plus tard, quand le roi de Babylone, Nabopolassar, s'allie au roi mède Cyaxare pour abattre le royaume assyrien.
La période néo-élamite III (646-539) est seulement connue dans les grandes lignes. L'Élam est divisé après les offensives assyriennes en plusieurs petits royaumes de faible importance. L'entité politique la plus énergique est celle constituée à Anzan par une dynastie d'origine perse mais ayant sans doute assimilé une part de l'héritage élamite. Son roi Cyrus II (559-529) constitue sur ces bases un empire, en prenant successivement possession des royaumes mède, lydien et babylonien. C'est au plus tard en 539 que l'on doit considérer que les dernières principautés élamites sont elles aussi intégrées dans l'empire perse.

### Dernières traces des Élamites

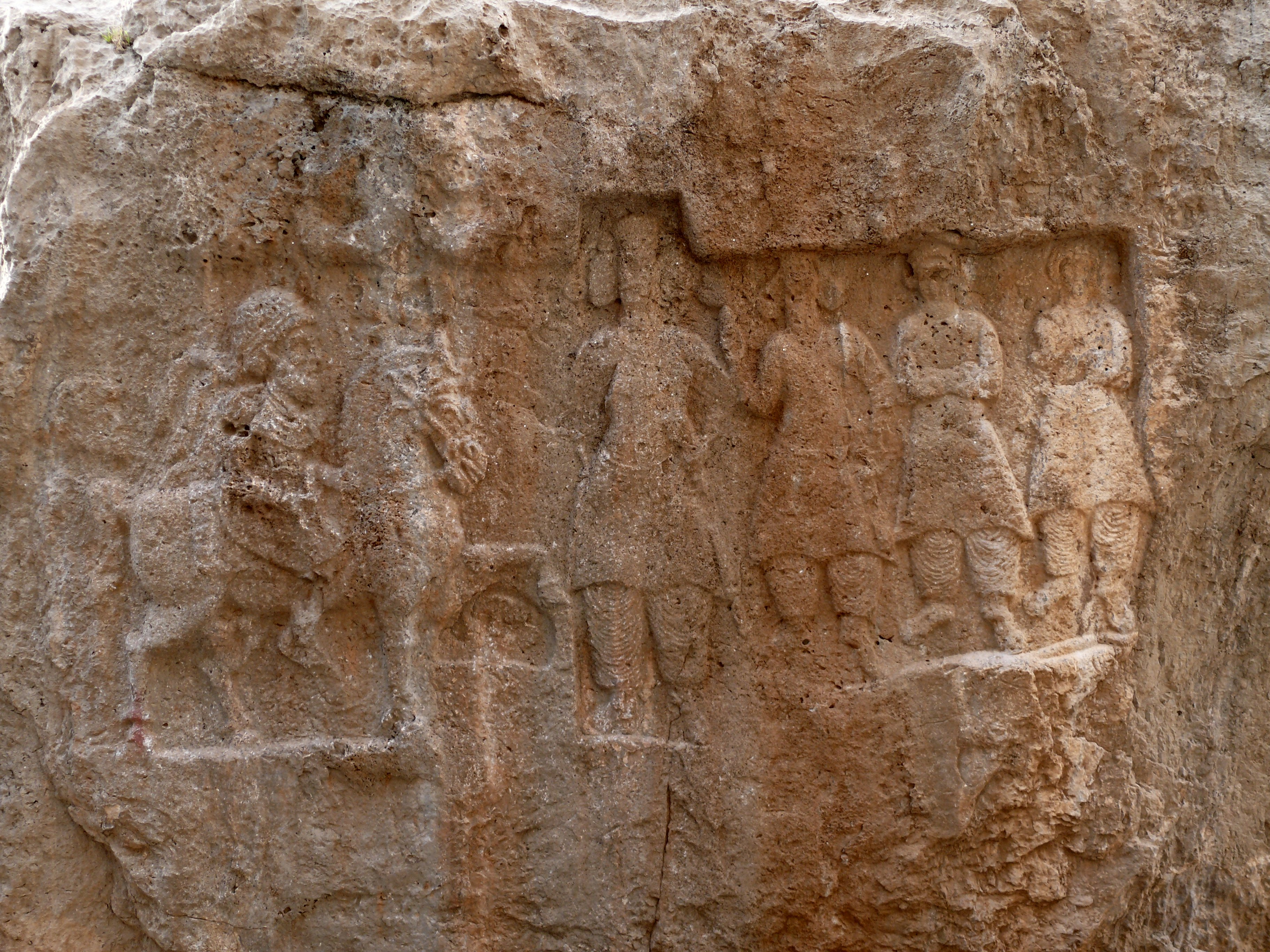
Soumission d'un prince d'Élymaïde au roi Mithridate Ier des Parthes, bas-relief rupestre d'Izeh,

L'empire perse des Achéménides (559-331) reprend une partie de l'héritage élamite dans ses provinces centrales, la Perse (en gros l'ancien pays d'Anzan) et la Susiane, où sont établies ses capitales, Pasargades, Persépolis et aussi Suse, à partir de Darius Ier. Des scribes utilisant l'élamite sont employés dans l'administration, comme en témoigne le vaste corpus de textes administratifs du palais de Persépolis datant des alentours de 400. L'acculturation qui a lieu par la suite entre Perses et Élamites, dans le courant du XVIIe siècle (au plus tard vers 1500), se fait plutôt en faveur des premiers, qui deviennent alors l'ethnie dominante dans le Fars, mais les Élamites resteront un élément important de la population du sud-ouest iranien.
Durant la période hellénistique (331-140), alors que Suse devient une colonie grecque et connaît un processus d'« hellénisation », apparaît dans les textes grecs une région nommée Élymaïde, dans laquelle il faut probablement voir un nouvel avatar de l'Élam. Durant la période d'affaiblissement du pouvoir central, à la fin de la domination des Séleucides et sous celle des Parthes (après 140), l'Élymaïde devient une principauté disposant d'une large autonomie, et qui réussit par moments à dominer Suse. Ses rois reprennent notamment la tradition des bas-reliefs rupestres, sur d'anciens sites élamites comme Izeh. Elle est encore attestée au Ier siècle de notre ère et disparaît au plus tard en 221 ap. J.-C., lors de la constitution de l'empire sassanide par Ardachir Ier. Plusieurs sources tardives montrent que des éléments élamites ont pu survivre jusqu'aux alentours de l'An mil de notre ère, alors que les Nestoriens établissent un « diocèse d'Élam », qui a pu exister jusqu'à environ 1400 ap. J.-C..

## Religion
Les aspects connus de la religion des pays élamites concernent essentiellement le culte (divinités vénérées, lieux, acteurs et déroulement du culte). La mythologie n'est attestée que par des représentations iconographiques au sens énigmatique, et quelques textes guère plus compréhensibles. Une nouvelle fois, la documentation provient essentiellement de Susiane, des sites de Suse, Chogha Zanbil et Haft-Tappeh qui ont été de grands centres religieux. Du fait de l'hétérogénéité culturelle de l'Élam, il est vraisemblable que beaucoup de choses connues illustrent surtout une religion « susienne », marquée par des aspects élamites, mais aussi par une forte influence mésopotamienne, ainsi que des spécificités locales. La religion des régions hautes apparaît néanmoins dans plusieurs sanctuaires rupestres à ciel ouvert, qui constituent une spécificité des régions de l'Ouest iranien antique, encore présente par la suite chez les Perses et les Parthes.

### Divinités

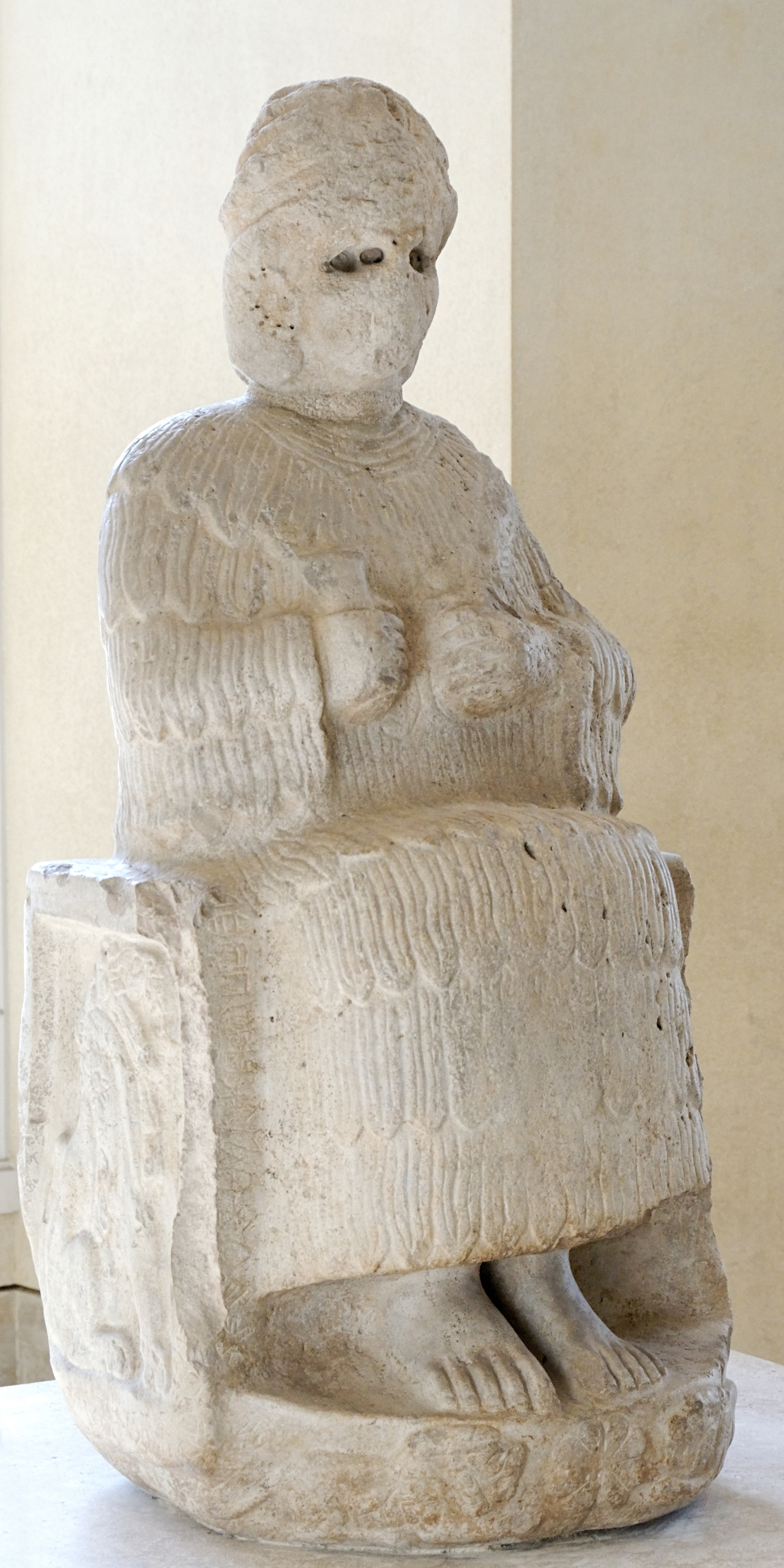
Statue de la déesse Narundi vouée par Puzur-Inshushinak (c. XXIIe siècle), Suse, musée du Louvre.

Pour autant que l'on puisse le voir dans des sources souvent peu claires sur la religion élamite, celle-ci était peu structurée au niveau du royaume, et il existait un ensemble de divinités provenant des différentes régions du pays. En l'absence d'unité culturelle et politique, il n'y a jamais eu de panthéon élamite stricto sensu, en dépit d'une tentative sous la dynastie des Igehalkides, illustrée par la construction des temples de Chogha Zanbil. Les principales divinités de la royauté au IIe millénaire étaient Napirisha, le dieu d'Anshan, et Inshushinak, le dieu de la ville de Suse. Le caractère de l'Élam, partagé au moins idéologiquement entre ces deux cités, était alors marqué par le titre que se donnaient ses rois, qui se disaient « rois d'Anshan et de Suse », et donnaient donc aux divinités tutélaires de ces deux ensembles la place prééminente. 
D'autres divinités pouvaient avoir une grande place, mais elles variaient selon la période et le lieu. Sous la dynastie d'Awan, c'était Humban qui était le grand dieu de l'Élam. Plus tard, il fut assimilé à Napirisha. Une divinité importante à toutes les périodes était Nahhunte, dieu du soleil, divinité de la justice, protecteur des contrats et des serments, ainsi que du commerce. Les déesses occupaient une place importante : parmi elles on compte Pinikir, Kiririsha la déesse de la ville de Liyan (actuellement Bouchehr), parfois considérée comme la parèdre de Napirisha, et Narundi. Les caractères de ces divinités sont mal connus par les textes ; il semble que plusieurs d'entre eux étaient au moins en partie liés au monde des morts. Les Élamites vénéraient aussi des divinités d'origine mésopotamienne, comme Ishtar, Adad, Ninhursag ou Nusku, surtout en Susiane, en raison de la proximité géographique et culturelle.

### Lieux de culte

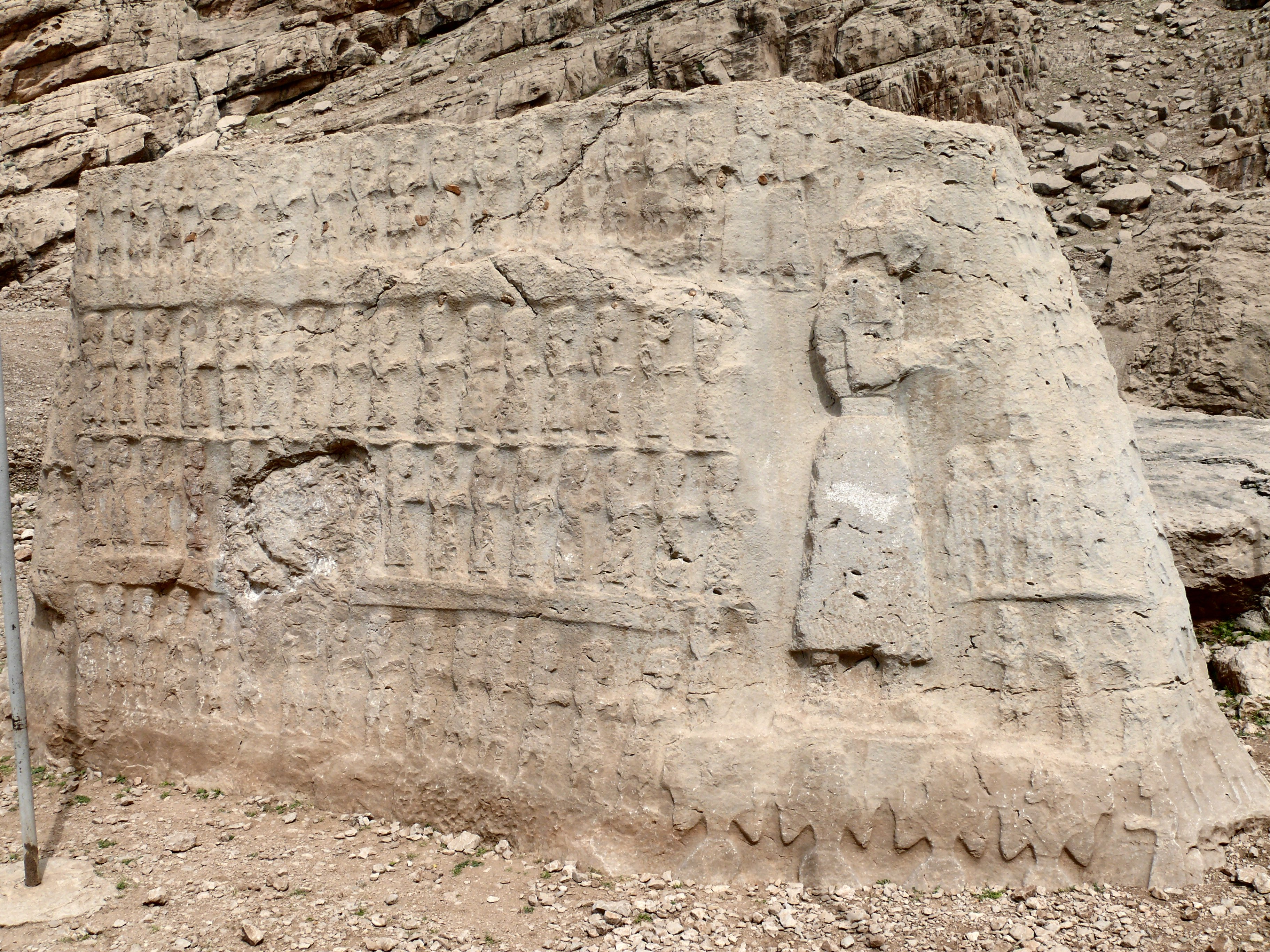
Bas-relief du sanctuaire rupestre d'Izeh (Kul-e Farah) représentant une scène de procession dirigée par un roi, période néo-élamite.

Les Élamites vénéraient leurs dieux dans des temples, comme la plupart des peuples de l'Orient Ancien. Peu de temples élamites ont été dégagés (à Suse, Chogha Zanbil, Haft-Tappeh). Les textes élamites et assyriens nous informent d'une particularité des temples élamites : la présence de bosquets sacrés (husa), peut-être liés au culte des morts. Comme les Mésopotamiens, les Élamites ont bâti des ziggurats, héritières des hautes terrasses bâties depuis le IVe millénaire sur divers sites du Plateau iranien (dont Suse). Deux sont connues : celle de Suse, attestée par les sources écrites, et celle de Chogha Zanbil, qui est actuellement la ziggurat la mieux conservée de tout le Proche-Orient. Il y en avait peut-être également à Chogha Pahn et Haft-Tappeh. Leur rôle cultuel reste inconnu. Les dieux élamites étaient aussi adorés dans des lieux de culte en plein air, comme ceux retrouvés dans le Fars à Izeh, Kurangun ou Naqsh-e Rostam. Des grands bas-reliefs représentant des dieux et des scènes de culte y avaient été sculptés. Il devait s'y dérouler des cérémonies religieuses. Certains de ces lieux ont été utilisés sur une très longue période, comme Naqsh-e Rostam, qui est encore un lieu de culte sous les Sassanides.

### Pratiques cultuelles

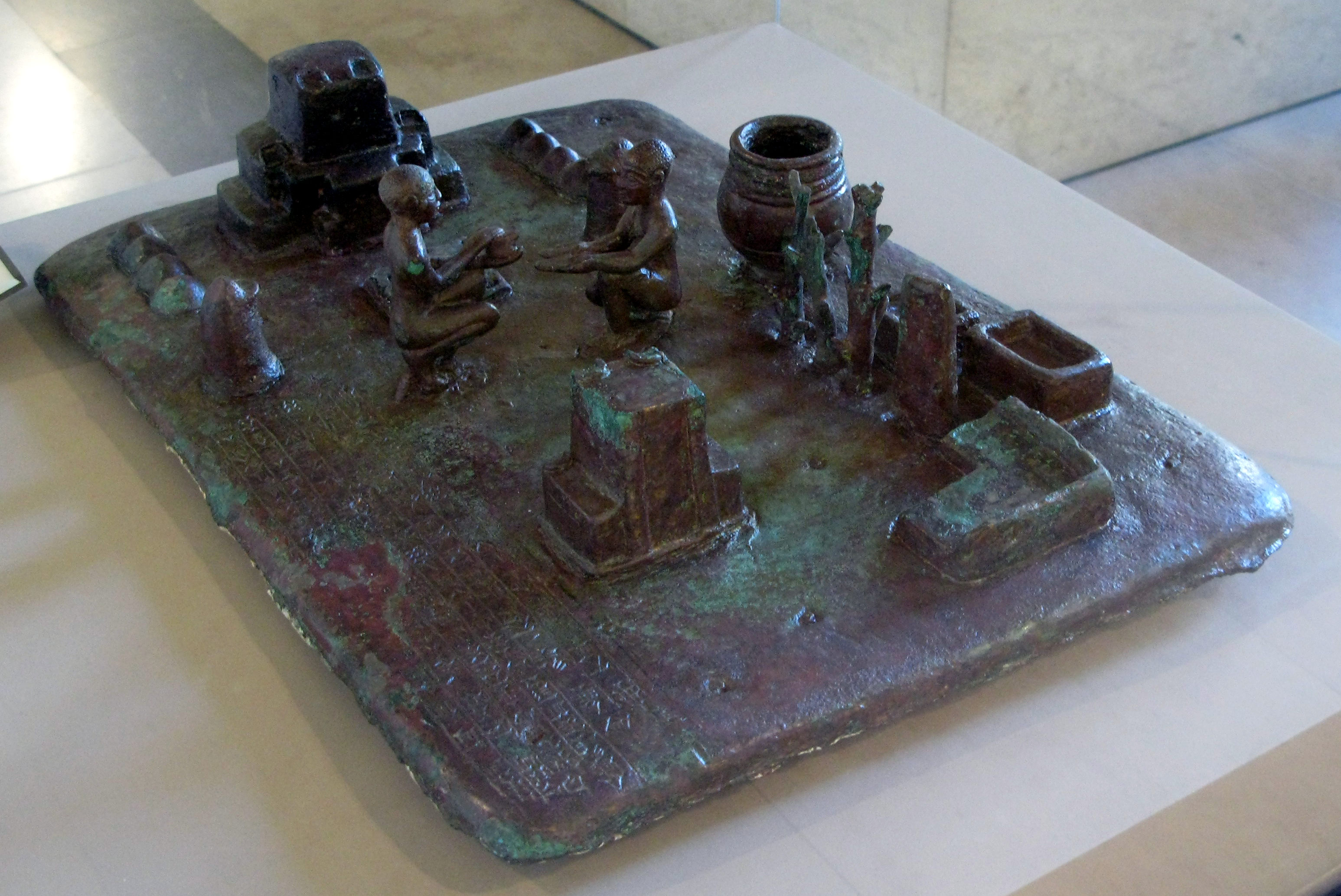
Maquette du rituel du « lever de soleil » (ṣit-šamši), période médio-élamite, musée du Louvre.

D'après les quelques textes nous informant sur des pratiques cultuelles élamites, les dieux recevaient en Élam comme dans les régions voisines un culte quotidien, connu par exemple par une inscription de Puzur-Inshushinak dans laquelle le roi promet de donner chaque jour au dieu Inshushinak dans son temple de Suse des béliers en sacrifice, de l'huile pour oindre une porte du temple, de l'or, de l'argent et des chants. Plusieurs textes mentionnent des rituels spécifiques, comme les sacrifices-gūšum durant lesquels étaient immolés des béliers,. Les représentations visuelles fournissent également des informations sur des rituels et des fêtes, comme les processions sculptées des bas-reliefs des sanctuaires rupestres, qui culminent dans des scènes de processions et de libations, sans doute accompagnées par des chants ou des prières, ainsi que la maquette médio-élamite en bronze représentant un rituel du « lever du soleil » (ṣit šamši), dont le déroulement est inconnu par ailleurs, mais où se repèrent des bassins cultuels et une table à offrandes.
L'acteur principal du culte était manifestement le roi, souvent associé à son épouse dans les bas-reliefs rupestres représentant des cérémonies qu'il dirige lui-même. C'est également lui qui prenait en charge le financement de nombreuses offrandes ainsi que la construction et l'entretien des lieux de culte, comme l'illustrent de nombreuses inscriptions royales. Il existait des prêtres (souvent désignés par l'akkadien šatin, on trouve aussi lan en élamite) pour accomplir les offrandes et des rituels, et même un « grand prêtre » (akkadien pašīšu rabû) proche du roi à l'époque néo-élamite, ainsi que des prêtresses et grandes prêtresses (akkadien entu et entu rabītu),. Pour l'entretien du culte des divinités, les temples susiens disposaient de leurs propres domaines, en plus des dons qu'ils pouvaient recevoir du roi ou d'autres personnes.
Les croyances sur l'au-delà et le culte lié aux défunts sont également connues par quelques textes. La question de savoir si les Susiens croyaient en un jugement après la mort, pris en charge par le dieu Inshushinak et ses acolytes, reste posée, car elle repose sur des prétendus « textes funéraires » dont l'interprétation est difficile. Quoi qu'il en soit, il y a des traces d'un culte des ancêtres, qui passait par des offrandes, des purifications, libations et d'autres rituels. Le complexe cultuel de Haft-Tappeh, associé à une tombe royale, paraît relever de ce genre de culte. Une stèle retrouvée sur place décrit les sacrifices que doivent effectuer six personnages, appelés « gardiens de l'É.DÙ.A » (un édifice cultuel qui sert probablement pour un culte funéraire royal) lors de différentes fêtes dont une consacrée au « char du dieu Inshushinak ».

## Arts
L'art élamite est surtout connu par les fouilles réalisées sur le site de Suse, qui ont livré une grande quantité d'objets, à défaut de monuments, du fait des pratiques des premiers fouilleurs du site, qui ne se préoccupaient pas des bâtiments. Les fouilles de l'autre capitale élamite, Anshan, ont été bien moins fructueuses. D'autres sites importants sont Chogha Zanbil et Haft-Tappeh, tous deux datés de la période médio-élamite. L'art des sites élamites est constamment marqué par une forte influence mésopotamienne, surtout en Susiane, tandis que celui des hauts pays présente certaines originalités, qui ont pu être adoptées par la Susiane à certaines périodes. L'approche se limitera ici à certains aspects notables de l'art des sites élamites, et à ce qu'il nous apprend sur l'évolution culturelle et politique de ces régions.

### Céramiques

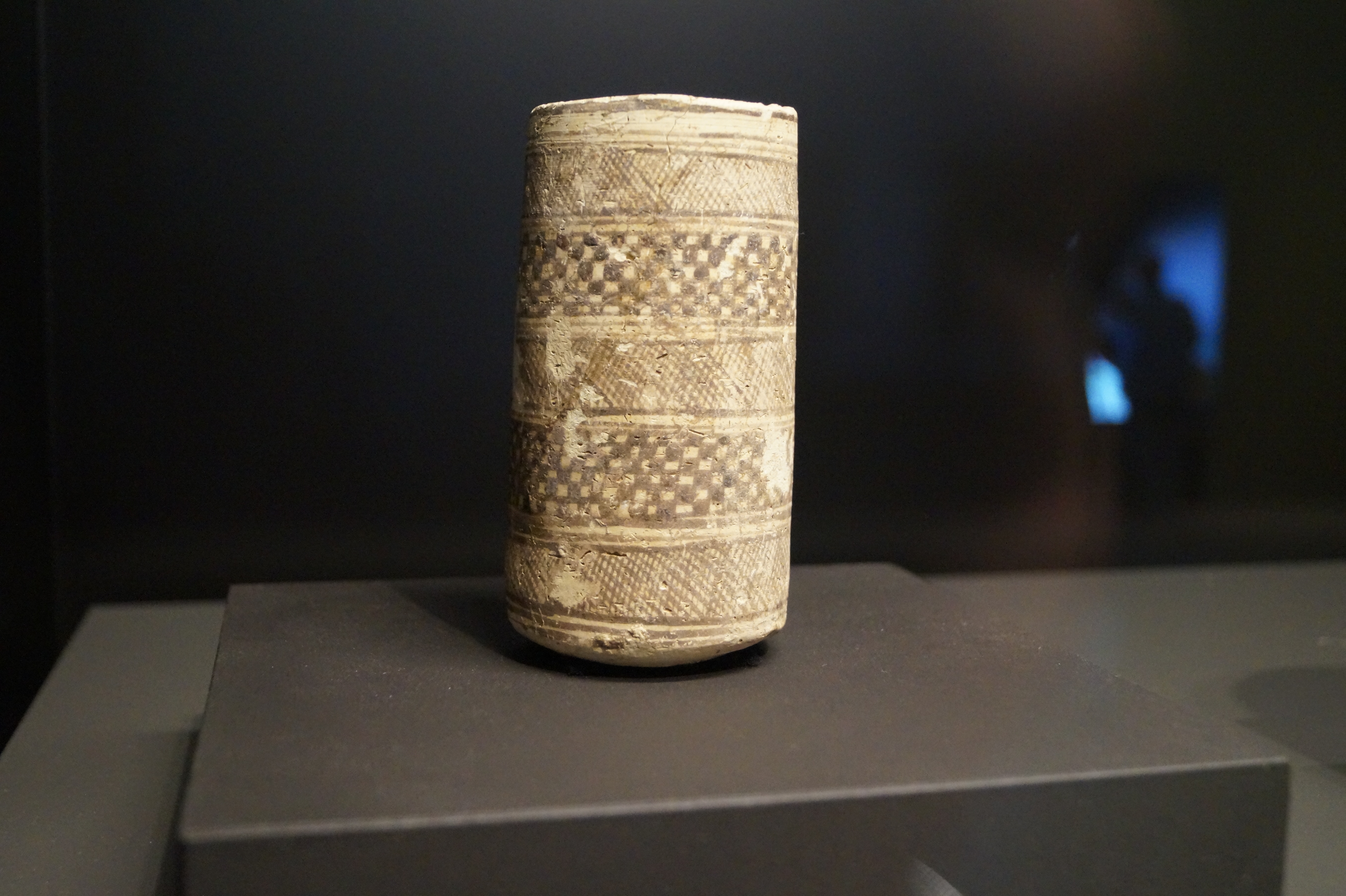
Vase de l'époque de Kaftari (v. 2200-1600 av. J.-C.), mis au jour à Tell-e Malyan.

Les différents types courants de céramiques pendant les périodes de l'histoire élamite sont assez bien définis pour la Susiane et le Fars, et mettent donc en évidence les divergences, mais aussi les échanges culturels entre les deux principales régions élamites. La périodisation pour la première région est définie à partir des niveaux archéologiques susiens, tandis que pour la seconde la dénomination repose sur les noms de différents sites locaux. Ces séquences, bien connues et sans interruption, servent de base. 
La céramique de Lapui, dans le Fars (c. 4000-3500), à fond rouge, et non peinte, a des parallèles à Suse. Elle est ensuite remplacée par celle de Banesh (c. 3500-2800), caractéristique de la période proto-élamite, noire, grise ou rouge, qui peut être peinte de motifs géométriques ou incisée. Les poteries susiennes de la période médiane du IIIe millénaire sont peintes avec des motifs géométriques et animaliers monochromes, présentant des ressemblances avec celles qui se trouvent au Lorestan contemporain. La céramique de Kaftari, qui se développe ensuite dans le Fars (c. 2200-1600, période paléo-élamite), en général brune ou rouge, est peinte, avec des motifs géométriques comme des bandes, parfois des motifs végétaux, et des oiseaux, ou bien non peinte. Celle de Suse à cette période est marquée par une influence mésopotamienne, conséquence de son occupation par les empires d'Akkad et d'Ur III, avant le développement de formes plus originales de céramiques peintes ou grises non peintes, présentant des parallèles avec celles de Kaftari. S'y retrouvent beaucoup de bols, jarres à épaules et gobelets allongés.
Les céramiques susiennes des débuts de la période médio-élamite, surtout représentées par des gobelets ou des jarres, et celles des phases suivantes, sont caractérisées par un gobelet dont la forme s'allonge, qui se retrouve sur divers sites de l'Iran occidental. On remarque une perte de diversité dans les formes. L'inspiration mésopotamienne est en général forte en Susiane. Les céramiques contemporaines du Fars sont celles de la phase de Qaleh, brunes et souvent peintes, bien distinctes de celles de l'ouest. En Susiane, la céramique néo-élamite est dans la continuité de celle de la période médio-élamite finale, notamment le « gobelet élamite ».
Durant la période achéménide, la céramique de Susiane connaît une diversification : celle de Suse rompt avec les traditions précédentes pour s'inspirer plus des formes mésopotamiennes, tandis que celles des autres sites comme Chogha Mish ou ceux de la plaine de la Deh Loran dérivent des céramiques du Zagros des périodes précédentes. Une céramique caractéristique du Fars à partir de cette période a un décor festonné ; mais le matériel archéologique de cette période reste mal connu.

### Architecture monumentale

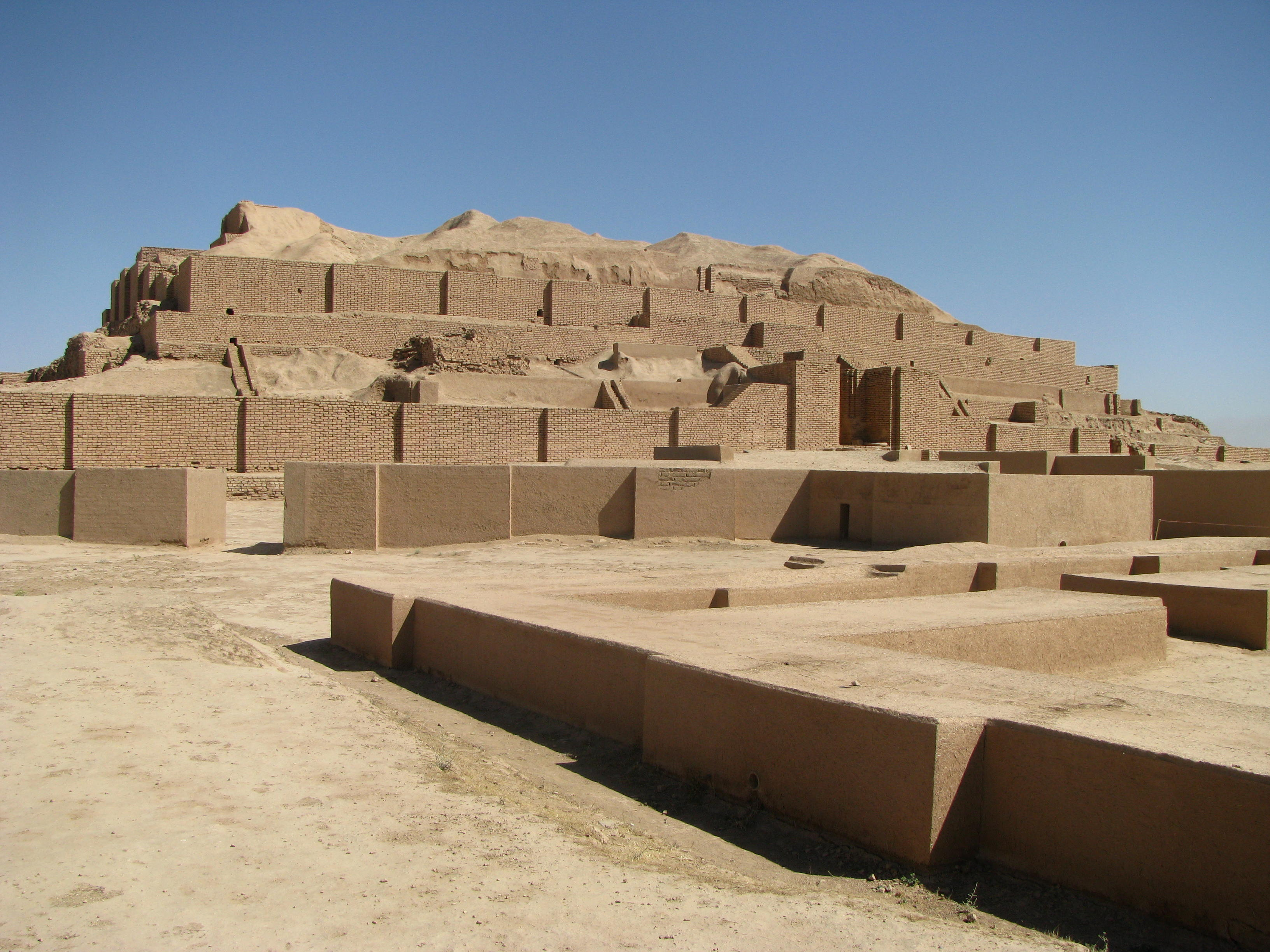
La ziggurat de Chogha Zanbil, v. seconde moitié du XIVe siècle.

Les premiers fouilleurs de Suse ne s'étant pas vraiment intéressés aux restes architecturaux, qu'ils avaient de toute manière du mal à repérer du fait de l'expérience limitée qu'ils avaient des constructions en briques crues, les monuments principaux de la période élamite de ce site ont disparu à jamais lorsque furent arasés les niveaux correspondant à cette époque, tandis que d'autres ont été recouverts par les constructions achéménides, avant tout le palais royal. Les fouilles tardives et plus conventionnelles de Suse n'ont pu dégager que des monuments antérieurs (la « haute terrasse » du IVe millénaire), ou bien des résidences de la période paléo-élamite. Le site de Tell-e Malyan/Anshan n'a livré quant à lui guère que des restes de bâtiments administratifs proto- et médio-élamites.

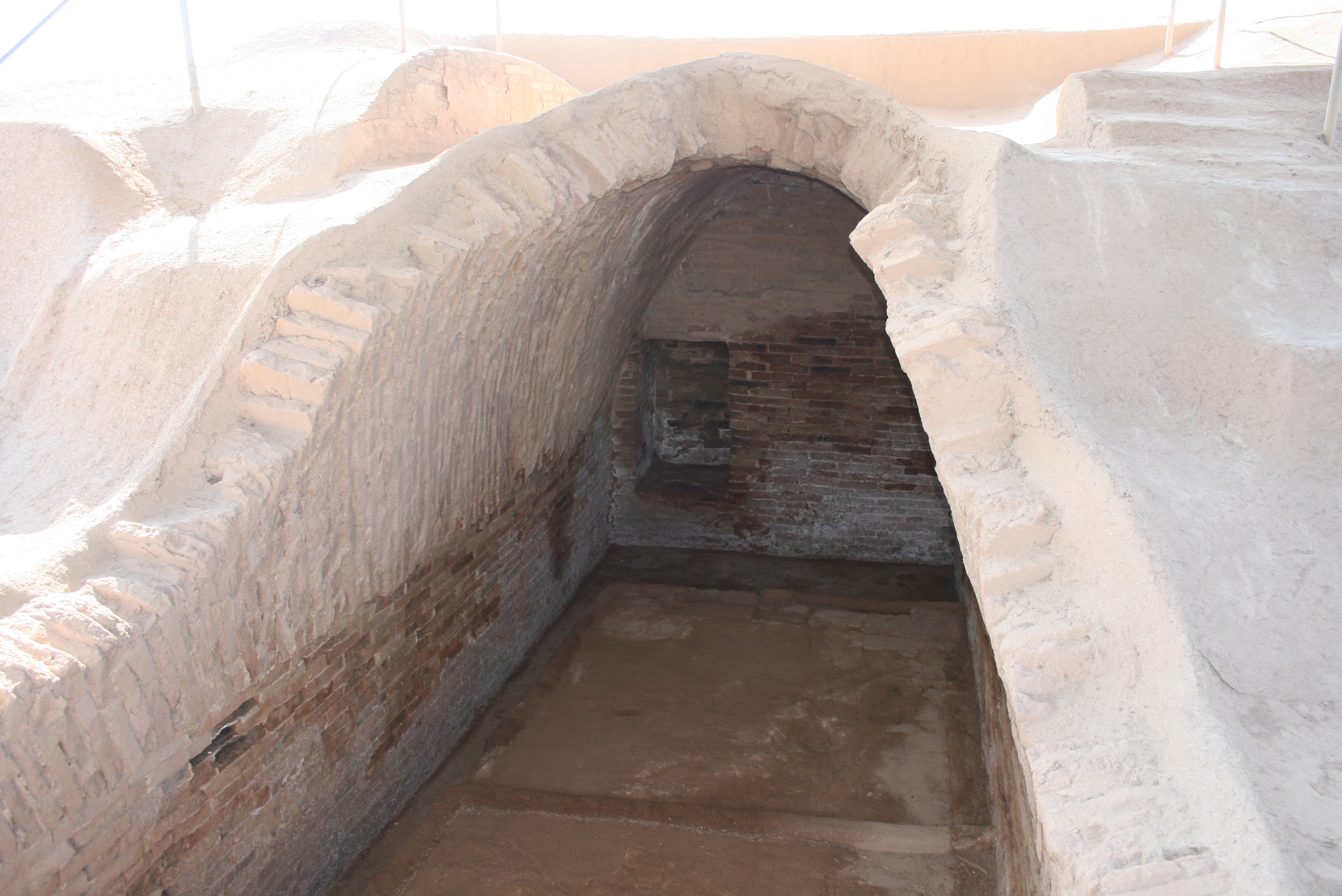
Une des tombes voûtées de Haft-Tappeh, XVe siècle.

L'architecture monumentale élamite provient donc de deux éphémères fondations royales de la Susiane datées de la période médio-élamite, Haft-Tappeh, sans doute l'antique Kabnak, fondée par Tepti-Ahar au XVe siècle, et surtout Chogha Zanbil, l'antique Dur-Untash, fondée par Untash-Napirisha au XIVe siècle. Il s'agit surtout d'édifices à vocation cultuelle. Sur la première fut dégagé un complexe funéraire royal, constitué de deux tombes voûtées et d'un temple. Sur la seconde, les archéologues explorèrent l'imposante ziggurat à base carrée (105 mètres de côté) remarquablement conservée, et en distinguèrent les différentes étapes de construction, en repérant le temple qui en occupait l'emplacement auparavant. Ils mirent également au jour plusieurs temples, dont un qui semble destiné à un culte funéraire, ainsi que des résidences princières.

### Sculpture

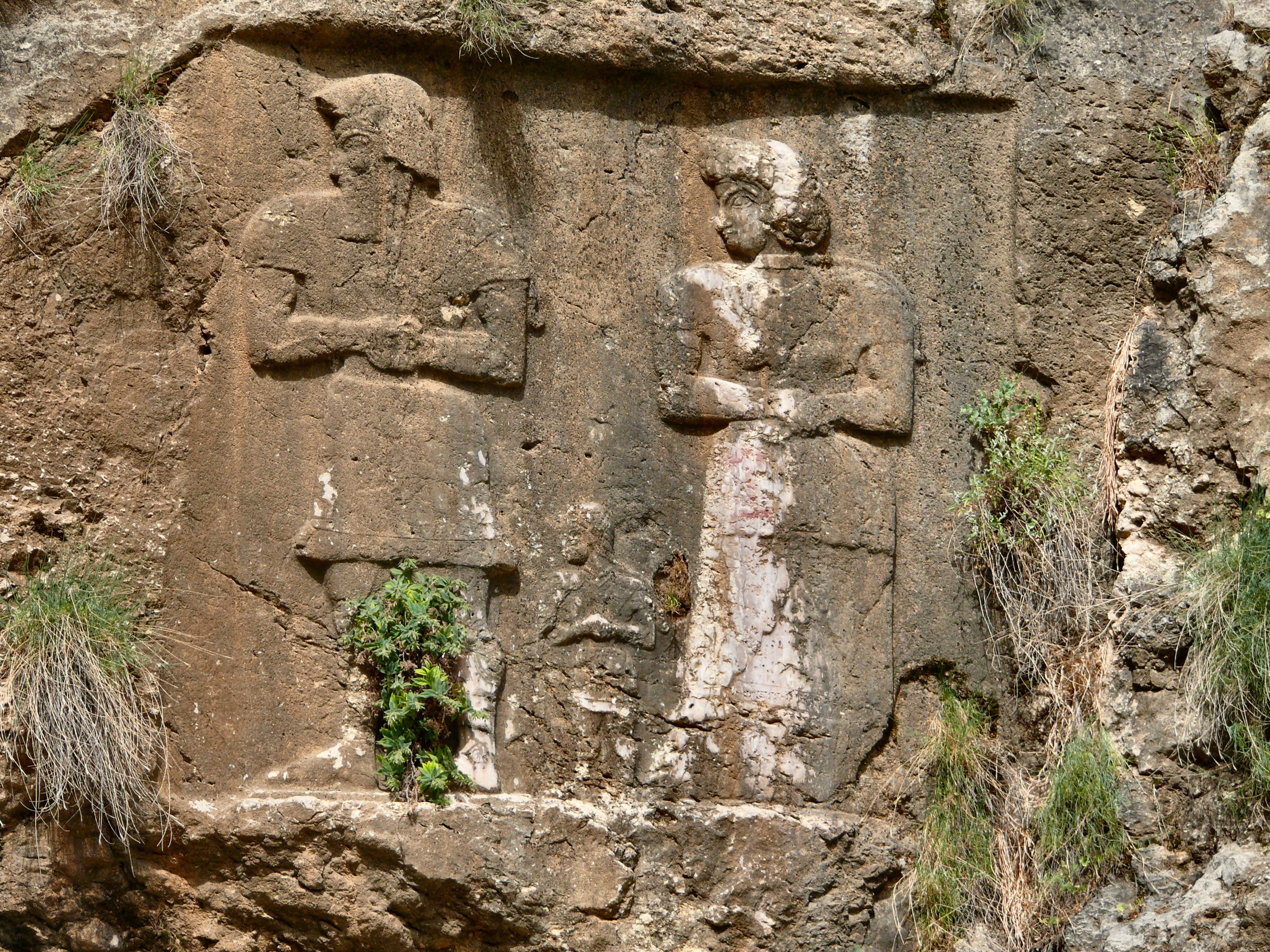
Couple royal avec leur fils, bas-relief rupestre d'Eshkaft-e Salman, région d'Izeh, c. VIIIe siècle.

La statuaire est un art très présent tout au long de l'histoire susienne, depuis les statuettes urukéennes et proto-élamites, représentant des humains puis des animaux en position d'orants, comme la « Lionne de Guennol », sculptée dans de la magnésite. Les derniers siècles du IIIe millénaire voient le développement d'un art du bas-relief sculpté sur des supports en bitume durci, imitant des pierres comme la chlorite, dont le décor d'animaux mythiques s'inspire de celui des objets provenant du Kerman (région de Djiroft). Peu après, Puzur-Inshushinak patronne un art proche du modèle « néo-sumérien » contemporain (celui des statues de Gudea) mais moins bien exécuté, qui se retrouve notamment dans une statue de la déesse Narundi assise, et des lions gardiens de temples. La période paléo-élamite est marquée par la réalisation de plusieurs statuettes de divinités ou d'orants en bronze, exhumées à Suse, mais surtout par le développement de la sculpture rupestre en bas-relief, dans le sanctuaire de Kurangun (et aussi à Naqsh-e Rostam, moins bien conservé), représentant des scènes rituelles, dominées par des divinités et le couple royal, devant une assistance de prêtres et autres dignitaires, dans un style qui renvoie à celui de la glyptique et de la statuaire contemporaines.
La période du règne d'Untash-Napirisha voit la réalisation de plusieurs œuvres remarquables : une stèle fragmentaire représentant sur plusieurs registres le roi rendant hommage à une divinité et des êtres mythologiques, d'inspiration babylonienne mais avec un caractère élamite très marqué, qui se voit notamment dans l'originalité des symboles mythologiques ; et la statue grandeur nature mais acéphale de la reine Napir-asu, réalisée en bronze suivant la technique de la cire perdue, dont la robe et les mains sont représentées avec une profusion de détails. La dynastie des Shutrukides a elle aussi vu la réalisation de quelques œuvres de qualité, retrouvées à Suse, comme la maquette en bronze du rituel du « lever du soleil » (sit šamši), le relief en briques moulées du temple d'Inshushinak d'inspiration babylonienne où sont figurés des déesses et génies protecteurs, ou encore une statuette d'orant en or et bronze. La fin de la période médio-élamite voit la réalisation à Izeh d'un nouveau sanctuaire rupestre décoré par des bas-reliefs, notamment dans la gorge de Kul-e Farah, qui sont ensuite usurpés et augmentés par un roi néo-élamite local, vers le VIIIe siècle ou le VIIe siècle. Ils représentent des scènes cultuelles, en présence du roi, de prêtres et de fidèles, notamment des processions et des sacrifices.
Les sanctuaires rupestres de Kurangun et Naqsh-e Rostam sont également repris et développés à la période néo-élamite. De cette époque date aussi un bas-relief en bitume susien représentant une femme en train de filer de la laine, rappelant par son style l'art assyrien. Les bas-reliefs de la période perse achéménide sont dans la continuité de la tradition élamite, ainsi que ceux des rois parthes, élyméens ou sassanides, comme le montrent les nouveaux ajouts aux sites des Naqsh-e Rostam et Izeh, dont le style est très influencé par l'art hellénistique.

Sculptures susiennes, Musée du Louvre.
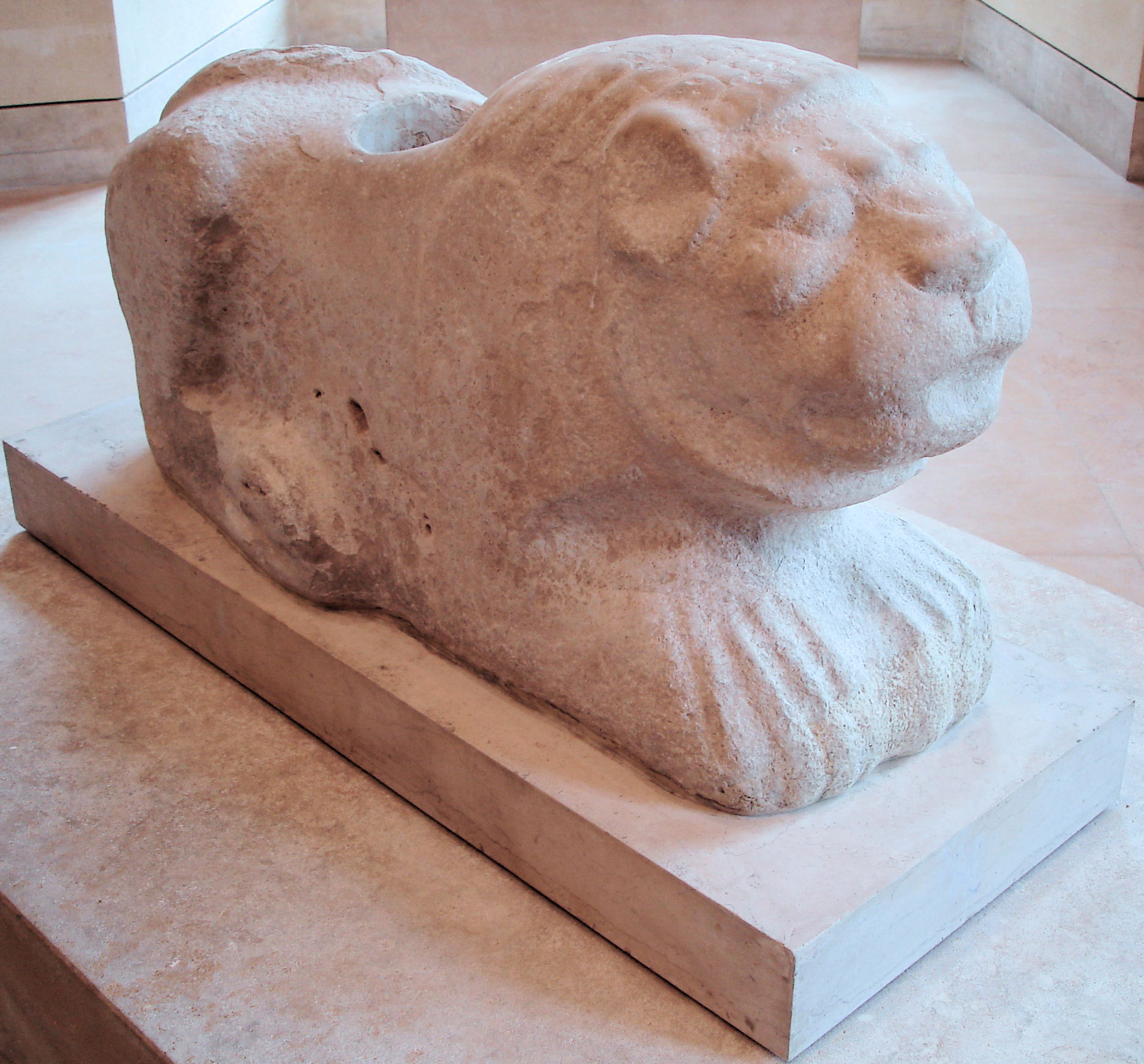
Lion protecteur de porte en calcaire, règne de Puzur-Inshushinak, c. XXe siècle.
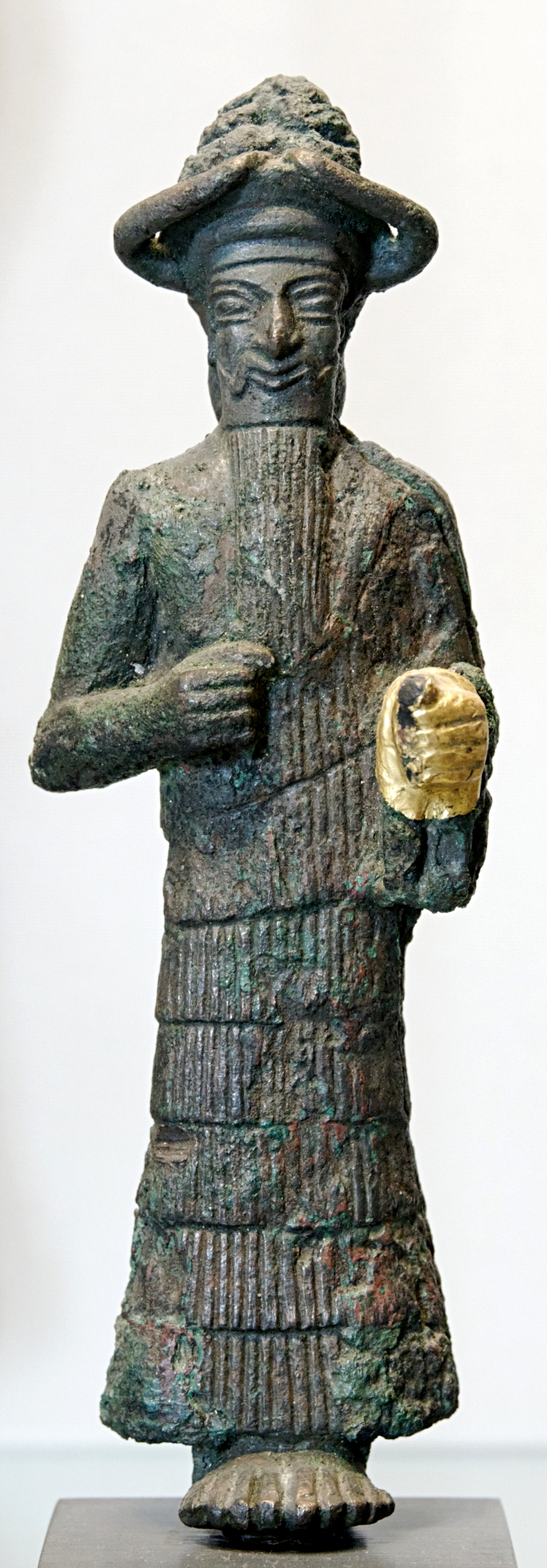
Statuette d'une divinité, cuivre à l'origine entièrement couvert d'or, début IIe millénaire.
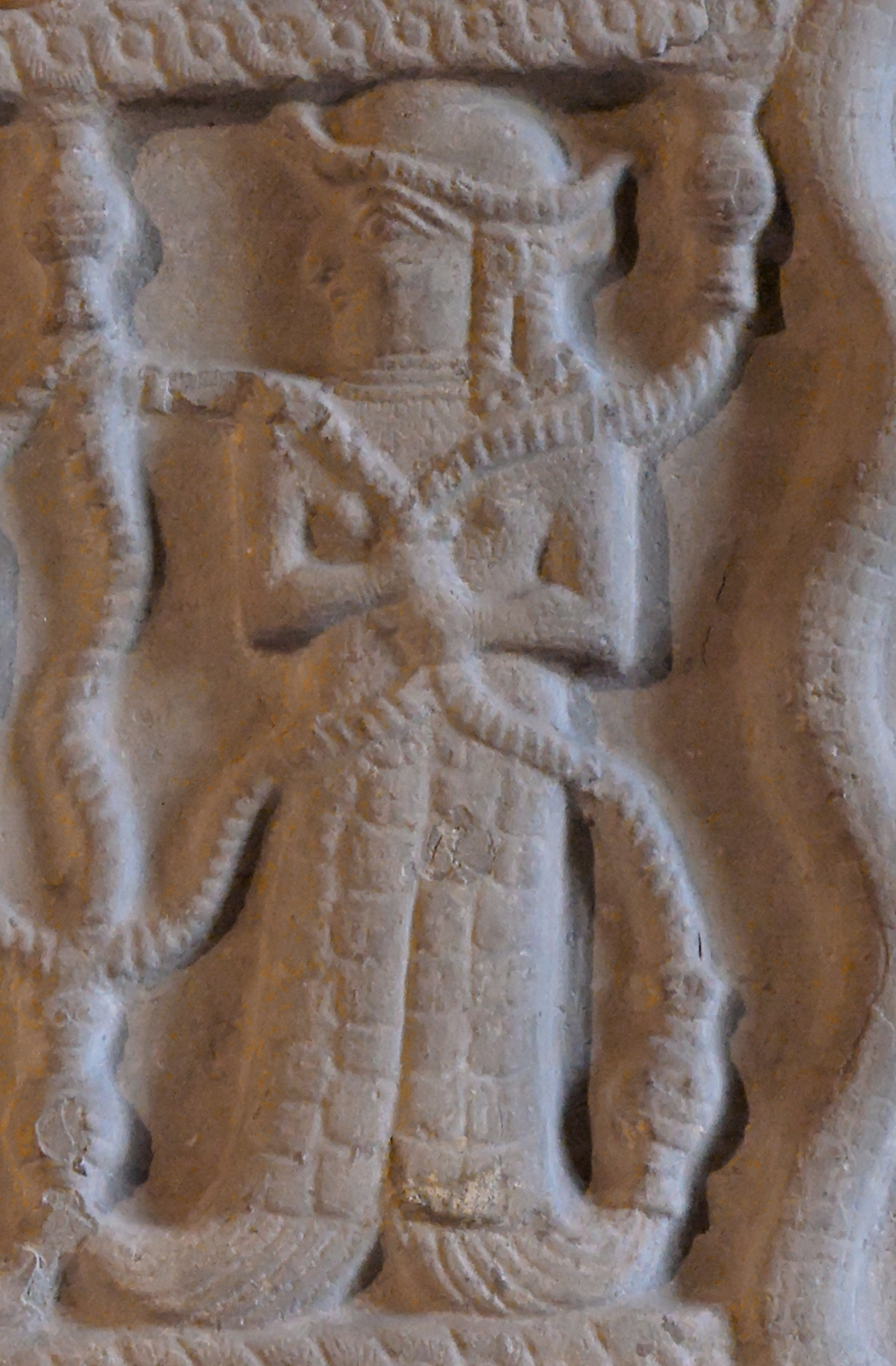
Détail de la stèle d'Untash-Napirisha, fin du XIVe siècle.
Statue en bronze de la reine Napir-asu, fin du XIVe siècle.
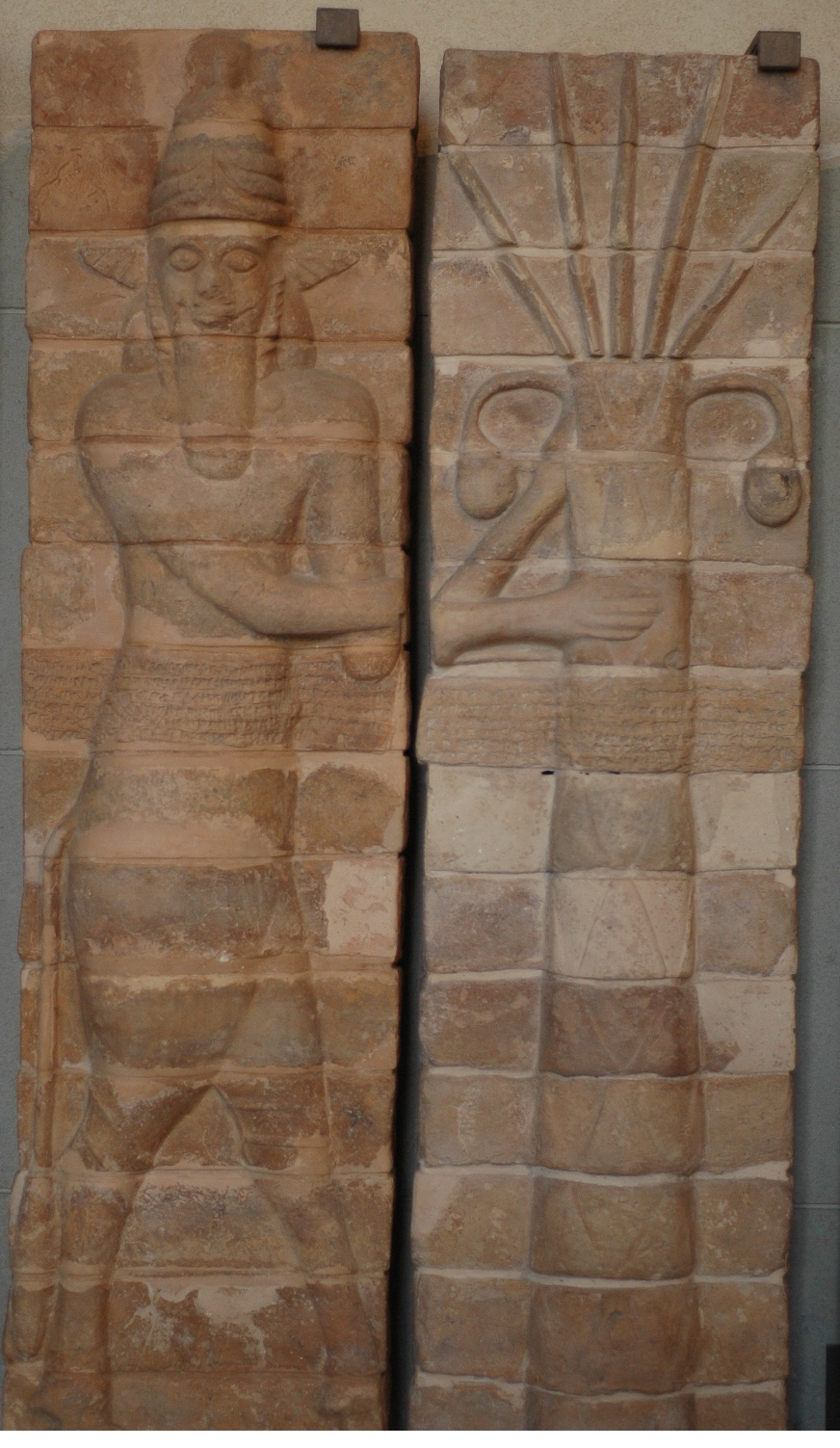
Homme-taureau protecteur et un palmier, bas-relief en briques moulées du temple d'Inshushinak, règne de Shilhak-Inshushinak, milieu du XIIe siècle.
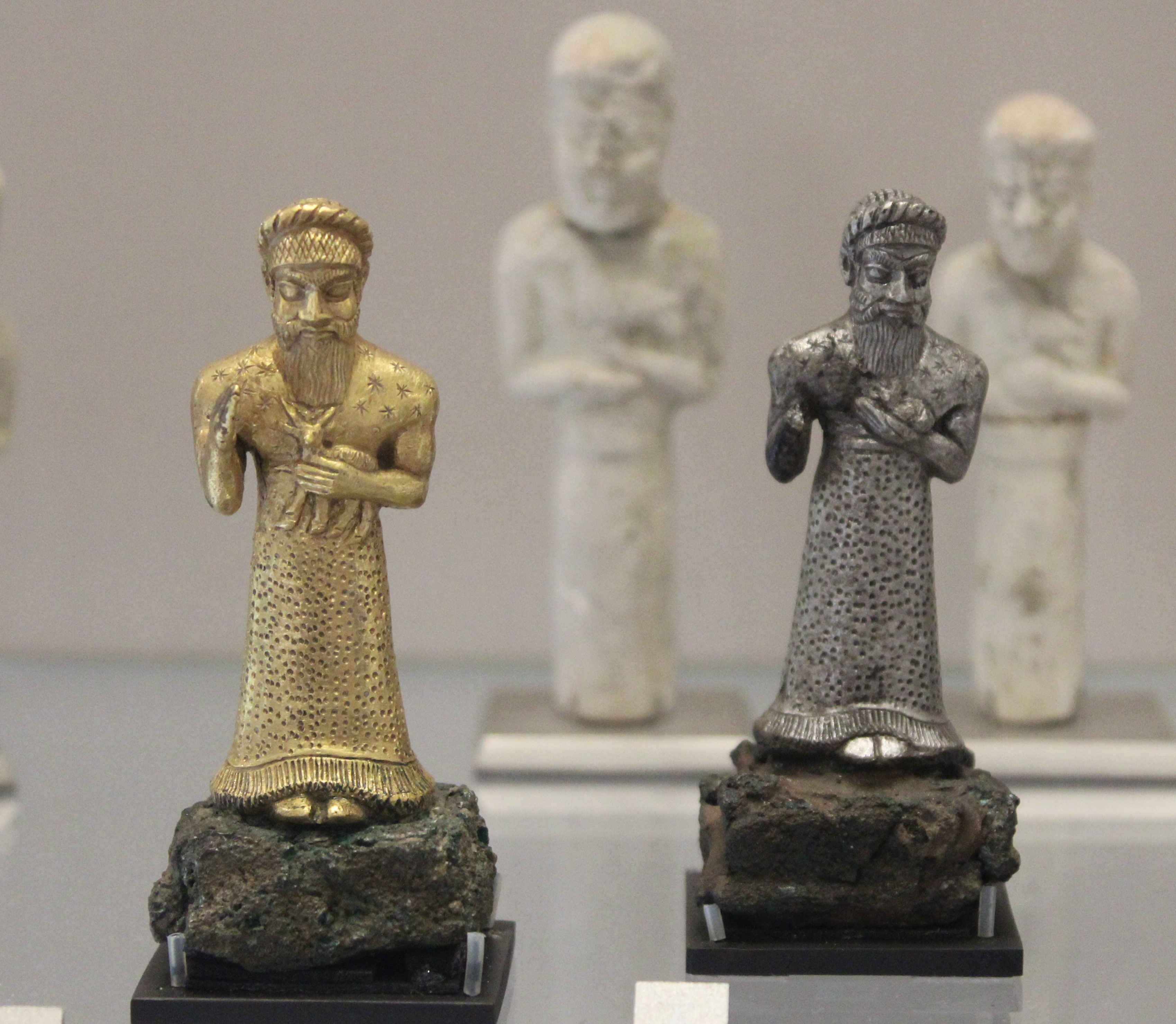
Statuettes en or et en argent, représentant un orant portant un chevreau, trouvaille de la statuette d'or.
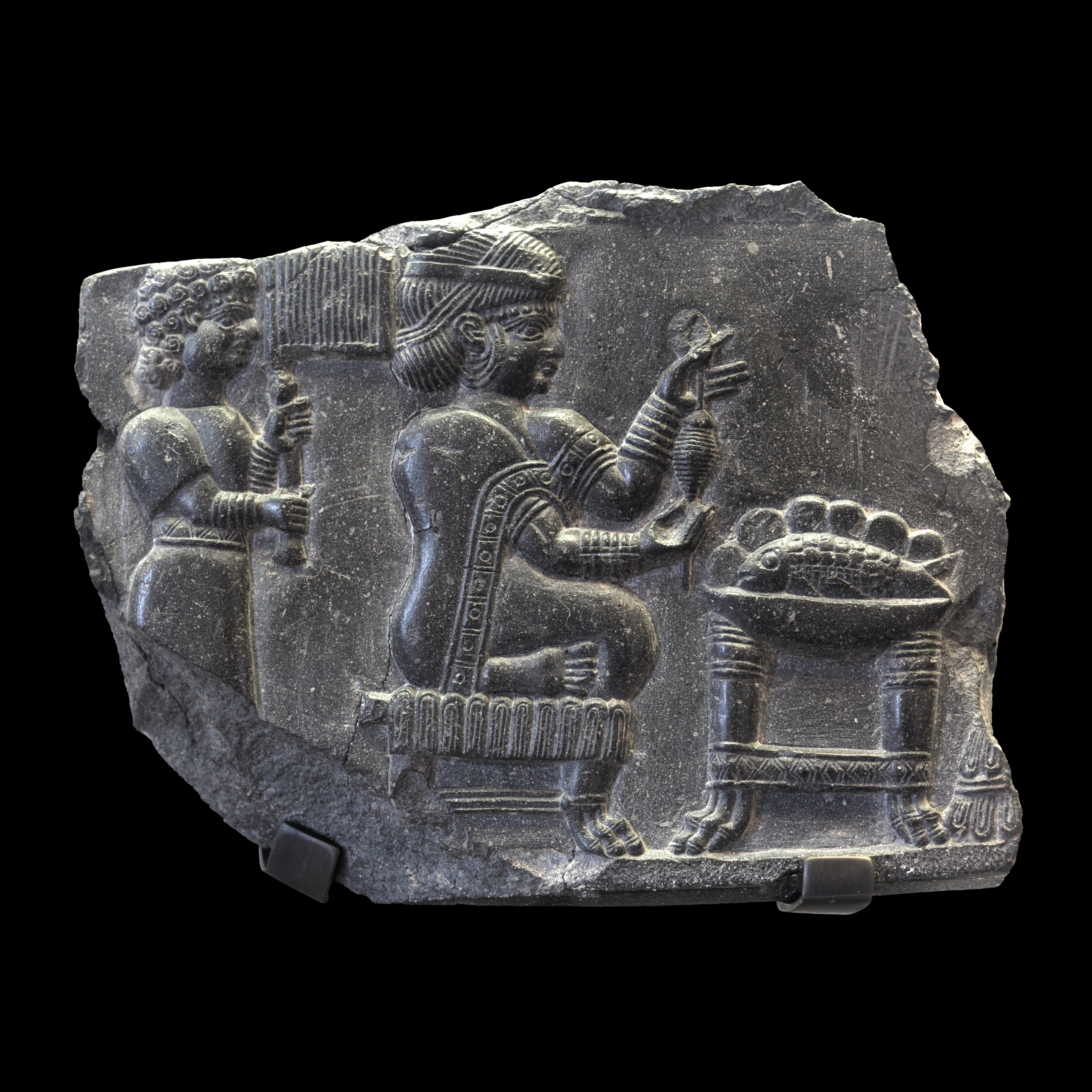
Bas-relief de « la fileuse », bitume, c. VIIe siècle.

### Glyptique

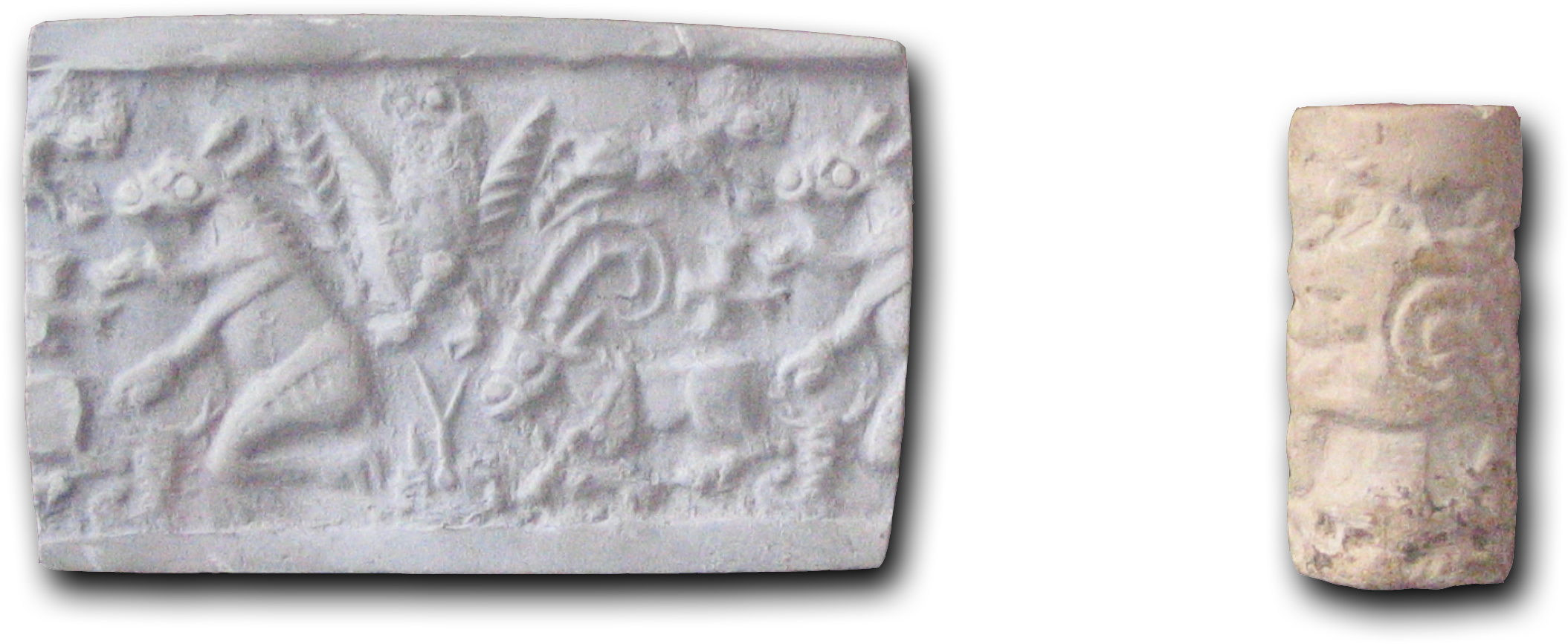
Sceau-cylindre de la période proto-élamite avec son impression sur argile, représentant des animaux.

À partir de la période d'Uruk, les scellements de poteries, portes ou tablettes sont effectués avec des sceaux-cylindres, qui ont supplanté les sceaux-cachets, dominants durant les époques précédentes, et qui ne reviennent à l'honneur qu'à la période achéménide. Les sceaux-cylindres sont des objets en pierre (hématite, stéatite, calcédoine notamment), en bitume, ou en faïence, etc., gravés et parfois inscrits, de forme cylindrique de façon que la scène qui y est figurée puisse être déroulée sur une tablette d'argile. Cela donne ainsi aux lapicides, les artistes qui les réalisent, la possibilité de représenter des scènes plus complexes que sur des cachets.
Les types de scènes figurées sur ces sceaux-cylindres varient selon les périodes :
- période d'Uruk : de nombreuses scènes quotidiennes sont gravées sur les sceaux-cylindres de cette période : activités agricoles, artisanales, processions, etc., ainsi que des animaux mythiques, notamment des griffons[59] ;
- période proto-élamite : représentations d'animaux dans des attitudes humaines, dans des scènes s'apparentant à des illustrations de fables, ou de mythes, tel celui des lions porteurs de montagnes. Il y a aussi des sceaux décorés de motifs géométriques[59] ;
- seconde moitié du IIIe millénaire et début du IIe millénaire : les sceaux-cylindres susiens du début de cette période sont très proches de ceux de la Mésopotamie contemporaine, celle de la période d'Akkad : ils représentent des combats mythologiques, des génies affrontant des animaux[59] ; au début du IIe millénaire, le motif classique est celui d'une personne en position de prière devant sa divinité personnelle, très courant à partir de la période d'Ur III[60]. Les sceaux des sites situés à l'est de l'Élam présentent en revanche des traits originaux, avec notamment l'emploi de sceaux-cachets représentant des déesses à crinoline assises ;
- période médio-élamite : les sceaux proviennent en majorité de Chogha Zanbil, et l'influence mésopotamienne (sceaux kassites ou de Nuzi) est manifeste ; certains représentent des scènes de culte, notamment des banquets, ou bien toujours des orants devant leur divinité ; d'autres motifs répandus sont les animaux mythiques[60] ;
- période néo-élamite : les thèmes sont dans la continuité des périodes précédentes, mais on note l'importance croissante de représentations de scènes de chasse, certaines à cheval, peut-être sous l'influence perse ; P. Amiet parle d'un style « élamo-perse », illustrant le mélange des deux communautés[61] ;
- les sceaux de la période achéménide retrouvés en Perse et en Élam représentent souvent un héros domptant des animaux sauvages[62].

### Orfèvrerie
Deux tombes d'élites d'époque néo-élamite ont livré un matériel funéraire remarquable, contenant notamment des exemples de l'orfèvrerie de cette période. La première est une tombe à chambre en pierre, mise au jour à Arjan (près de l'actuelle Behbahan), à l'intérieur de laquelle les fouilleurs ont découvert de la vaisselle en métal, et une boîte en céramique contenant un objet en or, de nature indéterminée, portant une gravure de deux griffons debout se faisant face. La seconde sépulture, datée de la fin de l'époque néo-élamite, a été exhumée près à Jubaji près de Ramhormoz, et contiendrait les dépouilles de deux princesses élamites. Y ont été retrouvés divers objets en or : bracelets, colliers, épingles, bague, rosettes, etc.

Objets en or de la tombe de Jubaji, première moitié du
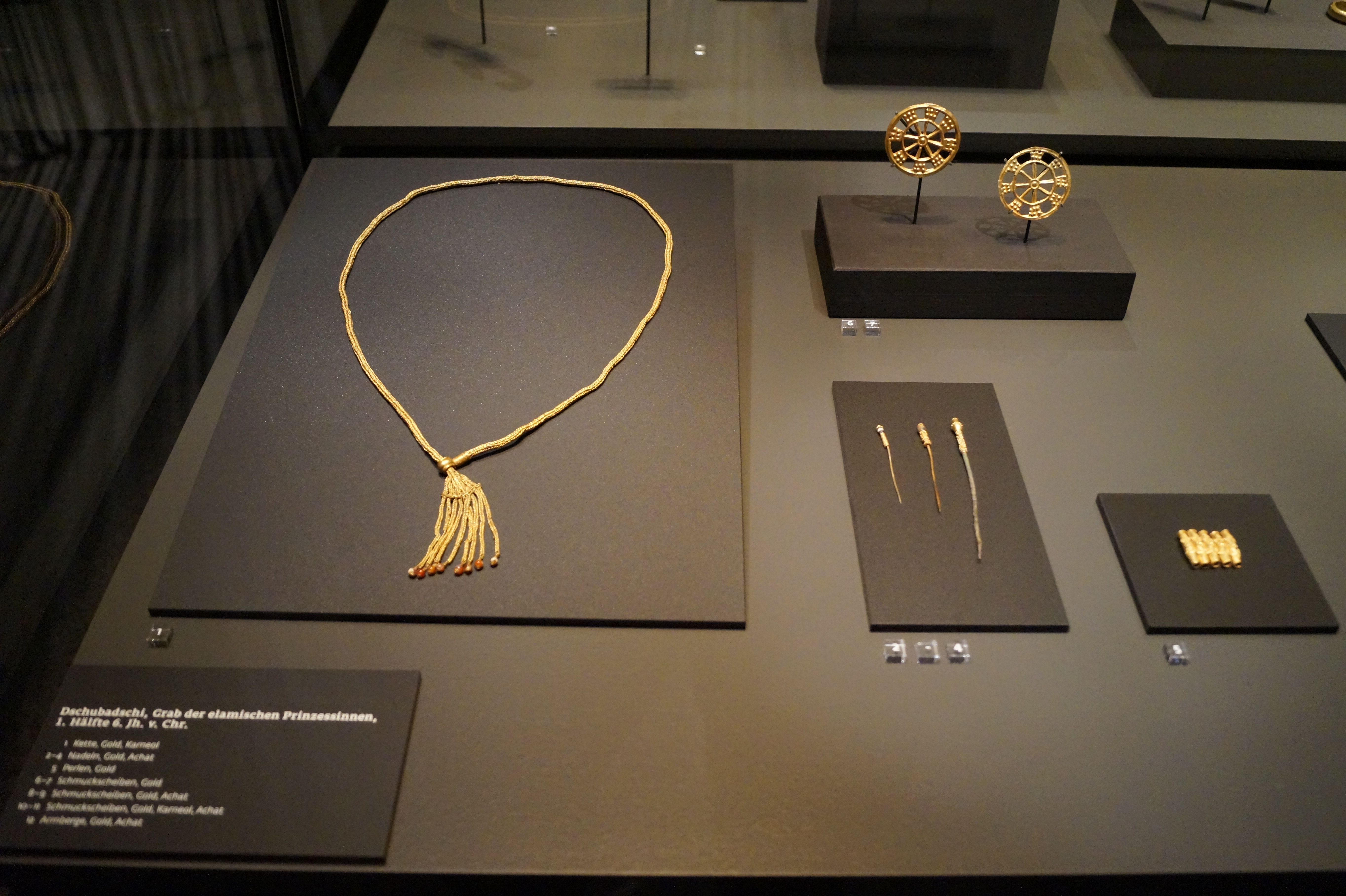
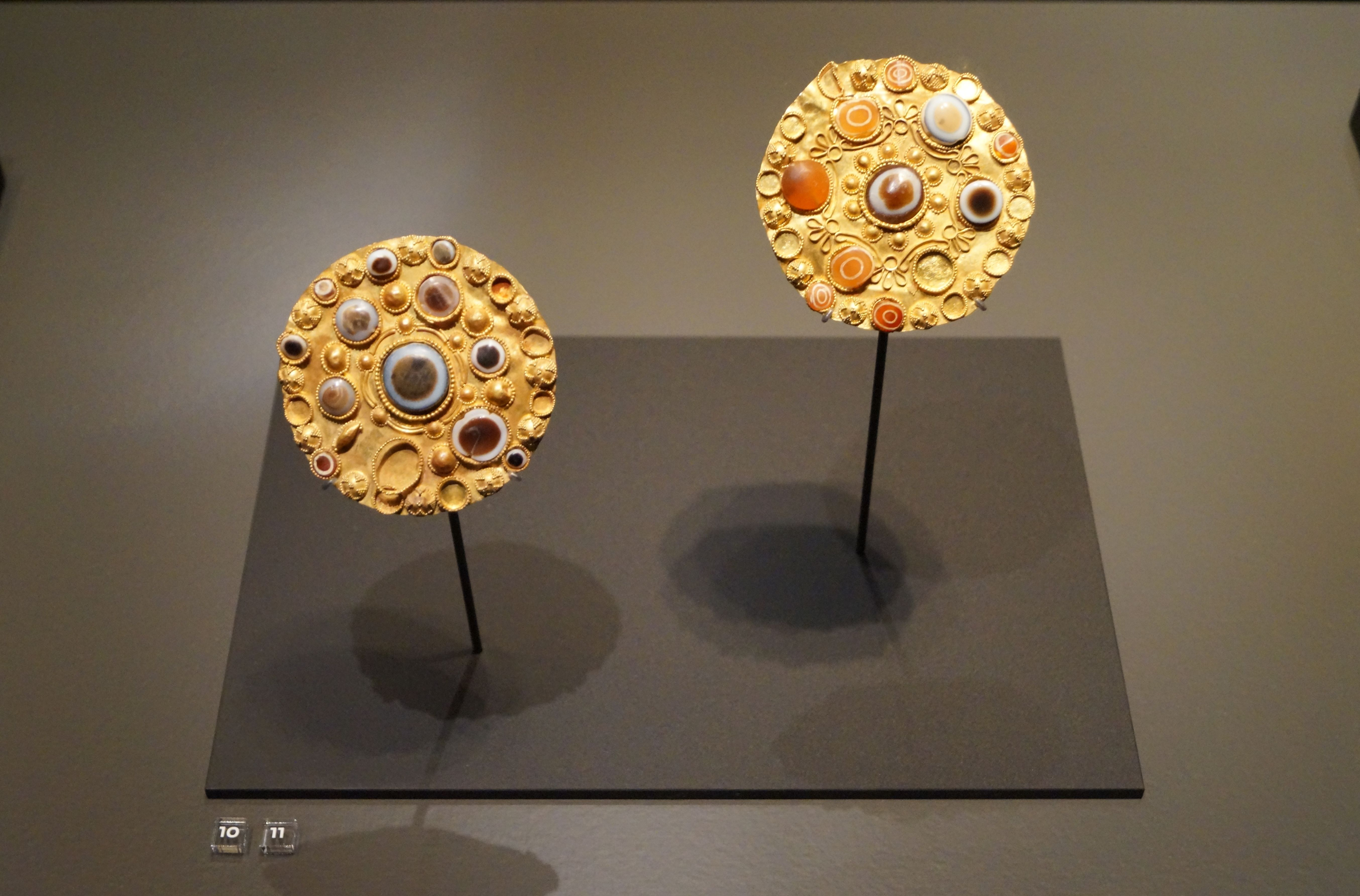
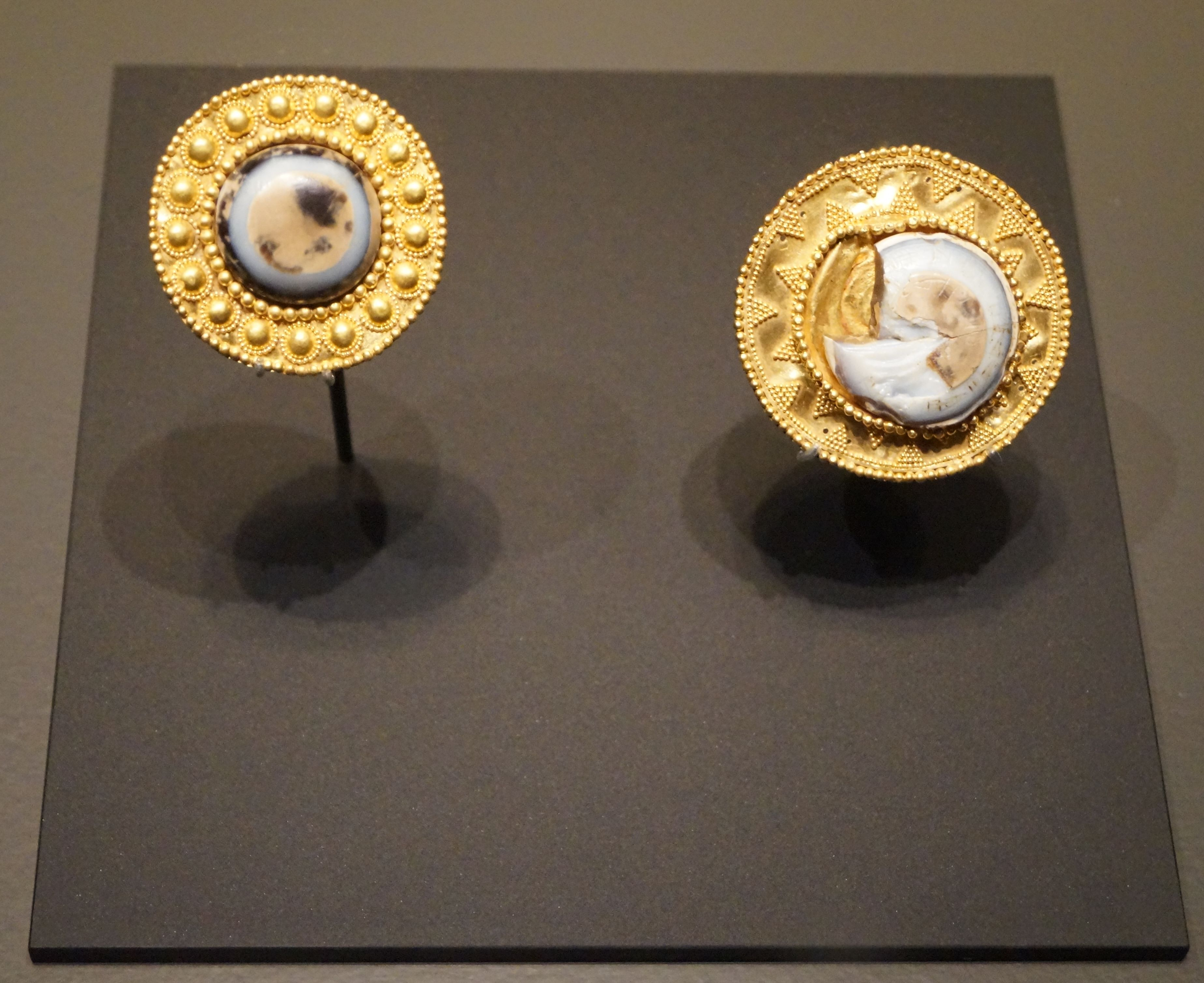
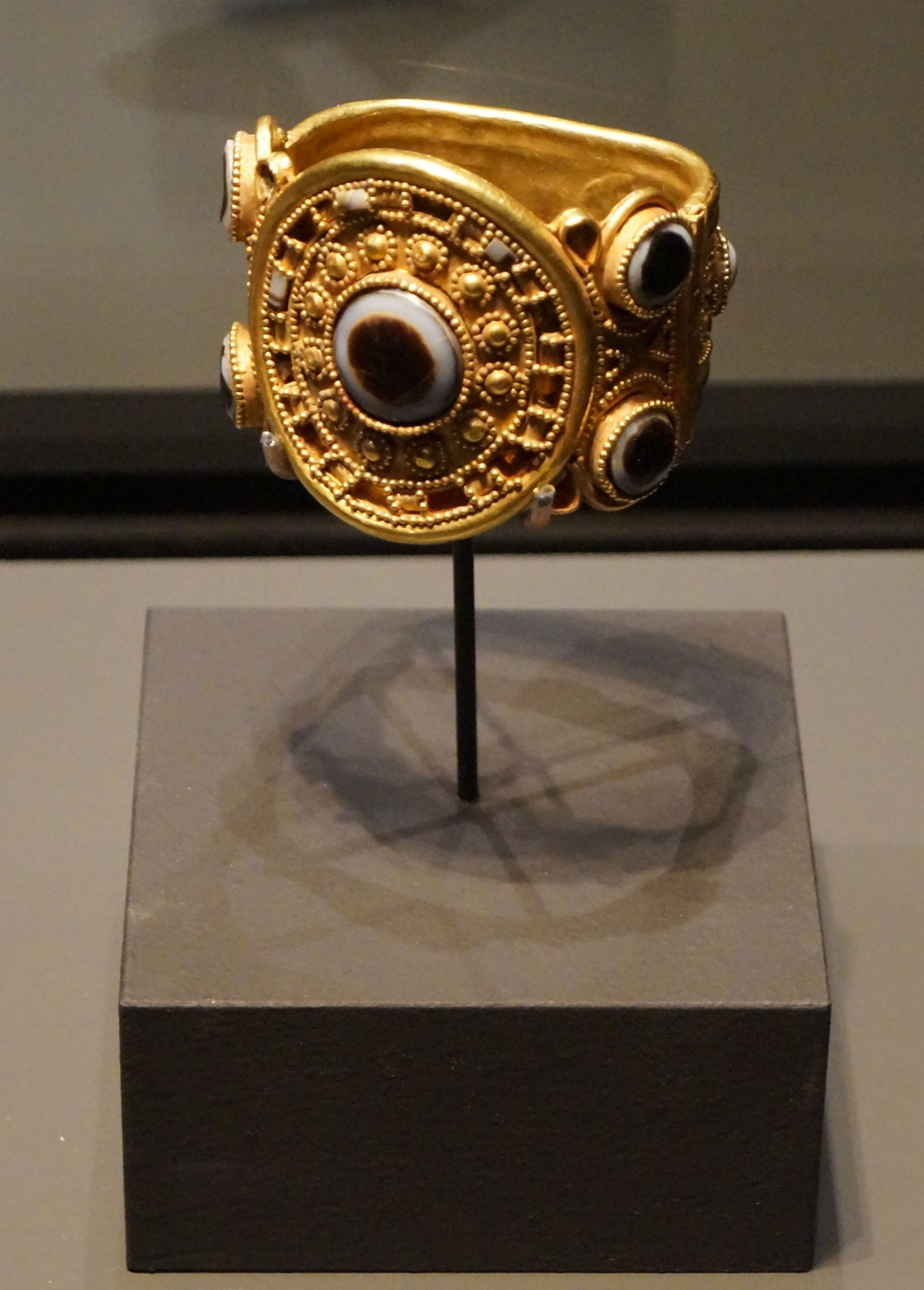

- Objets en or de la tombe de Jubaji, première moitié du VIe siècle av. J.-C.

## Langues et écritures

### Langue élamite

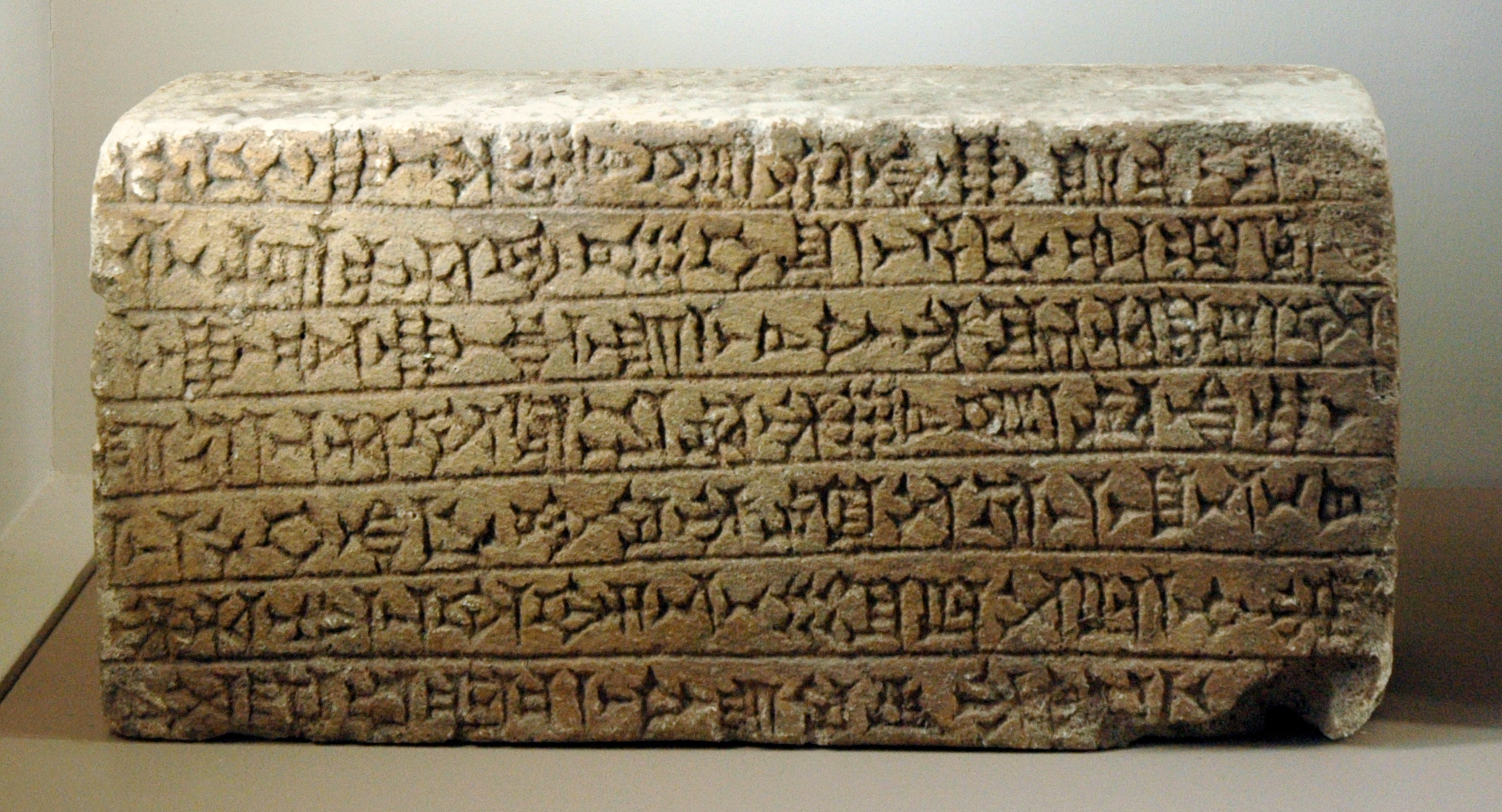
Brique portant une inscription royale en élamite relative à la décoration en briques émaillées d'un temple de Suse entreprise par Shilhak-Inshushinak vers 1140. Musée du Louvre.

La langue élamite n'a pu être rapprochée avec certitude d'aucune langue connue, en dépit de tentatives intéressantes de rapprochement avec les langues dravidiennes : c'est donc un isolat linguistique. Cette langue est connue depuis les débuts de l'assyriologie, puisque l'élamite est un des trois idiomes écrits en cunéiforme sur l'inscription du roi perse Darius Ier à Behistun, qui a servi de base au déchiffrement du cunéiforme, de l'akkadien et du vieux perse. Mais l'élamite est resté peu étudié du fait de sa nature d'isolat linguistique, et du peu de textes le documentant, limitant donc la connaissance de sa grammaire et de son vocabulaire. De plus, comme il est connu par des textes en cunéiforme, écriture adaptée au sumérien et à l'akkadien, langues fondamentalement différentes de l'élamite, sa phonologie est mal établie. 
Pour son étude, la langue élamite a été subdivisée en quatre grandes périodes, les mêmes que les périodes historiques : paléo-élamite, médio-élamite, néo-élamite et l'élamite tardif ou achéménide des tablettes de Persépolis. Chacune de celles-ci présente des spécificités. Qui plus est, l'élamite parlé était sans doute divisé en plusieurs dialectes. Morphologiquement, c'est une langue agglutinante, fonctionnant autour de mots-racines souvent simples, que ce soient des noms ou des verbes, auxquels on ajoute un ou plusieurs suffixes pour constituer une proposition. La syntaxe est instable, souvent construite autour de propositions de type nom/objet/verbe.

### Usage des langues mésopotamiennes
La majorité des sources écrites provenant de l'Élam sont rédigées dans les deux langues de Basse Mésopotamie : le sumérien, et surtout l'akkadien,. Géographiquement, historiquement et culturellement, la Susiane, région d'où proviennent la plupart de la documentation sur l'Élam, est très proche de la Mésopotamie. Si elle a peut-être été très liée à la Mésopotamie dès l'époque protohistorique, cela n'est pas documenté, même si des éléments plaident en faveur de liens culturels forts, comme le fait que le nom du grand dieu susien Inshushinak (le « Seigneur de Suse ») soit sumérien. Dès la seconde moitié du IIIe millénaire les royaumes d'Akkad et d'Ur s'emparent de la Susiane, et y établissent une administration, ce qui a pour effet de la placer sous une forte influence mésopotamienne, à laquelle il faut sans doute ajouter des migrations depuis la Basse Mésopotamie. Que ce soit un changement  apparu à cette période, ou que cela se fasse dans la continuité des siècles précédents, on remarque en tout cas une forte présence de personnes ayant des noms akkadiens dans les textes susiens dès la période d'Akkad, qui sont bien des gens originaires de la région, et ce phénomène se poursuit, voire s'accentue par la suite, sous les Sukkalmah.
L'akkadien est donc manifestement une langue parlée, en plus d'être la langue administrative dominante jusqu'à la période néo-élamite, où c'est l'élamite qui est utilisé dans les textes courants. C'est également la langue de nombreuses inscriptions de rois élamites, des textes littéraires, rituels et scientifiques, aux côtés du sumérien, qui est traditionnellement une langue utilisée dans le milieu lettré mésopotamien, alors que l'akkadien n'est plus parlé après le début du IIe millénaire. Ces deux langues sont aussi différentes l'une de l'autre qu'elles le sont de l'élamite : le sumérien est un autre isolat linguistique à structure agglutinante, tandis que l'akkadien est une langue sémitique. L'akkadien des textes susiens présente cependant des particularités, surtout des mots non attestés ailleurs, qui peuvent être rattachés à l'influence de la langue élamite. L'influence mésopotamienne et l'usage de ses langues perdurent jusqu'à la période achéménide en Élam, même si aucun royaume mésopotamien ne domine durablement ne serait-ce qu'une partie de cette région après les rois d'Ur III.

### Le cunéiforme en Élam

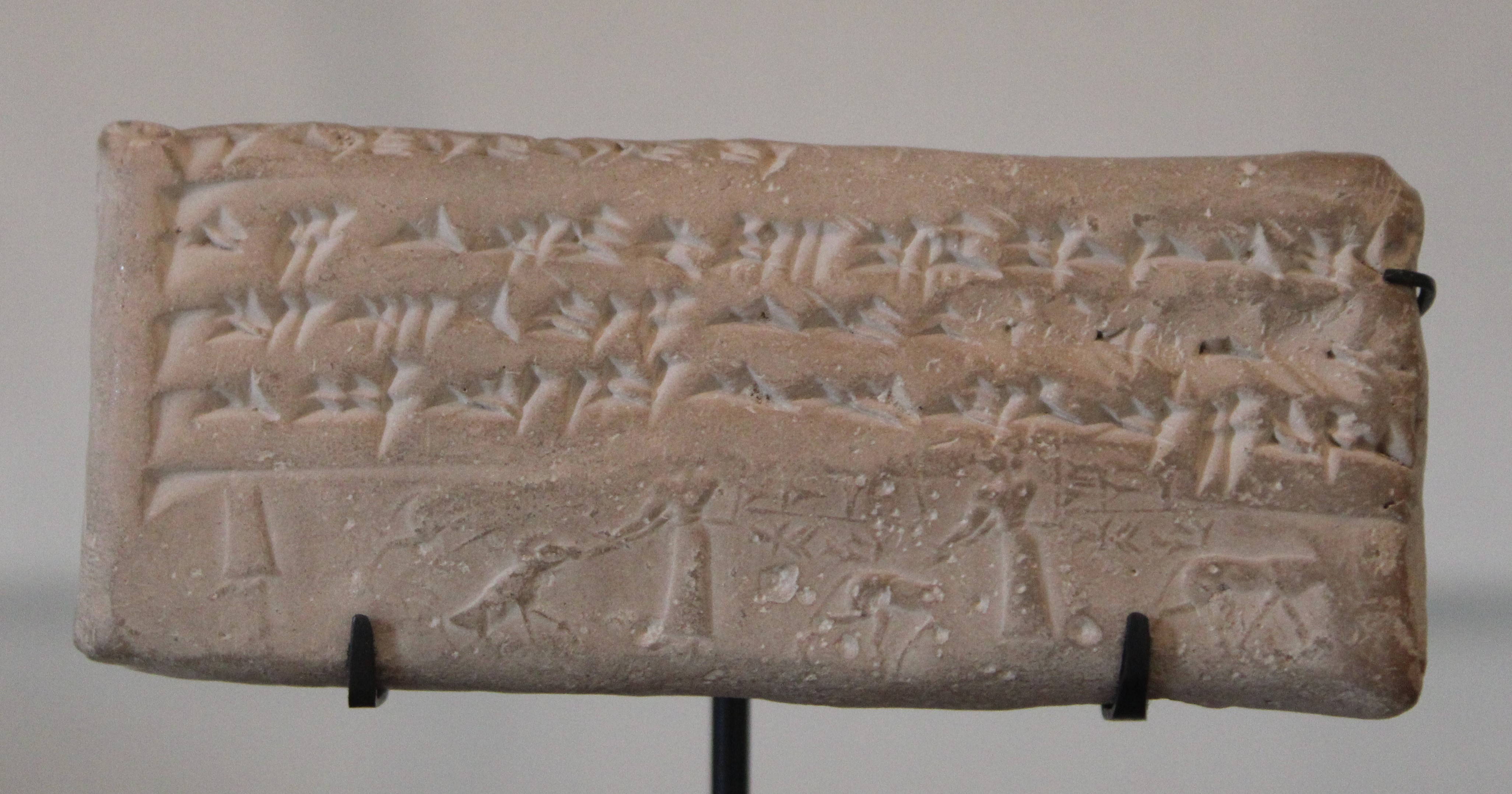
Tablette administrative en élamite : contrat pour la tonte de 48 moutons, avec plusieurs empreintes d'un même sceau. Suse, v. 600 av. J.-C. Musée du Louvre.

L'élamite a été transcrit à partir de la seconde moitié du IIIe millénaire avec l'écriture cunéiforme mise au point en Basse Mésopotamie. C'est un système composé de signes en forme de coins ou clous, comportant une majorité de signes phonétiques, surtout syllabiques (un signe = un son), ainsi que des signes idéographiques (un signe = une idée). Le plus ancien texte attesté en élamite cunéiforme est le traité de paix conclu entre un roi local et Naram-Sin d'Akkad (vers 2250-2200). Dès cette même période, ce système d'écriture sert également à noter l'akkadien et le sumérien en Élam, comme vu ci-dessus. L'élamite cunéiforme est écrit jusqu'à la période achéménide, les derniers lots de tablettes de cette écriture qui soient connus étant ceux du palais de Persépolis (début du Ve siècle), où se trouvent également des textes en akkadien. Comme pour les langues, les façons d'écrire varient suivant les périodes et les régions. Pour la rédaction de l'élamite, les scribes utilisent un nombre restreint de signes (environ 200 toutes périodes confondues, un peu plus d'une centaine sur chaque période), et peu d'idéogrammes, en dehors des textes administratifs. Certaines valeurs de signes et certains idéogrammes sont spécifiques à l'Élam.

### Proto-élamite et élamite linéaire
La plus ancienne forme d'écriture connue pour les régions élamites est le proto-élamite, qui se développe vers la fin du IVe millénaire et le début du IIIe millénaire, et est attesté surtout à Suse, mais aussi à Anshan et dans d'autres sites iraniens. Il s'agit d'une des plus anciennes formes d'écriture connues, avec l'écriture mésopotamienne et les hiéroglyphes égyptiens. Elle est constituée de signes linéaires, pictographiques ou abstraits, ayant une valeur logographique (un signe = un mot, surtout des objets, des animaux) et des signes numériques. Certains sont partagés avec l'écriture mésopotamienne de la même période, les deux écritures ayant une origine commune. Cette écriture a un usage comptable, et ne se développe jamais en un système complet comme en Mésopotamie, se contentant d'énoncés très simples enregistrant des opérations économiques. Cela rend possible la compréhension des textes dès lors que les signes logographiques et numériques sont compris, sans avoir besoin de connaître la langue parlée par les scribes qui l'emploient. Elle n'est plus utilisée après 2700 au plus tard,.
La seconde forme d'écriture spécifique à l'Élam est l'élamite linéaire est attesté à la fin du IIIe millénaire, durant le règne de Puzur-Inshushinak, et par d'autres inscriptions sur vases de provenance généralement inconnue datés du début du IIe millénaire av. J.-C., sous la dynastie des Sukkalmah. Il a été supposé qu'il s'agissait d'un dérivé du proto-élamite, car parmi sa centaine de signes connus certains ressembleraient à ceux de l'ancienne écriture, mais cela est loin d'être certain, d'autant plus qu'il n'y a aucune preuve de continuité entre les deux écritures. Comme la première, et comme son nom l'indique, cette écriture se différencie du cunéiforme par ses signes formés de lignes En novembre 2020, l'archéologue français François Desset, de l'université de Téhéran, annonce être parvenu à déchiffrer cette écriture : il s'agit d'une écriture entièrement phonétique, la première attestée à ne pas faire usage de logogrammes, composée de signes rendant des voyelles, des consonnes et des syllabes. Elle sert à transcrire la langue élamite. Les textes connus sont des inscriptions royales, notamment des commémorations de dons aux divinités.

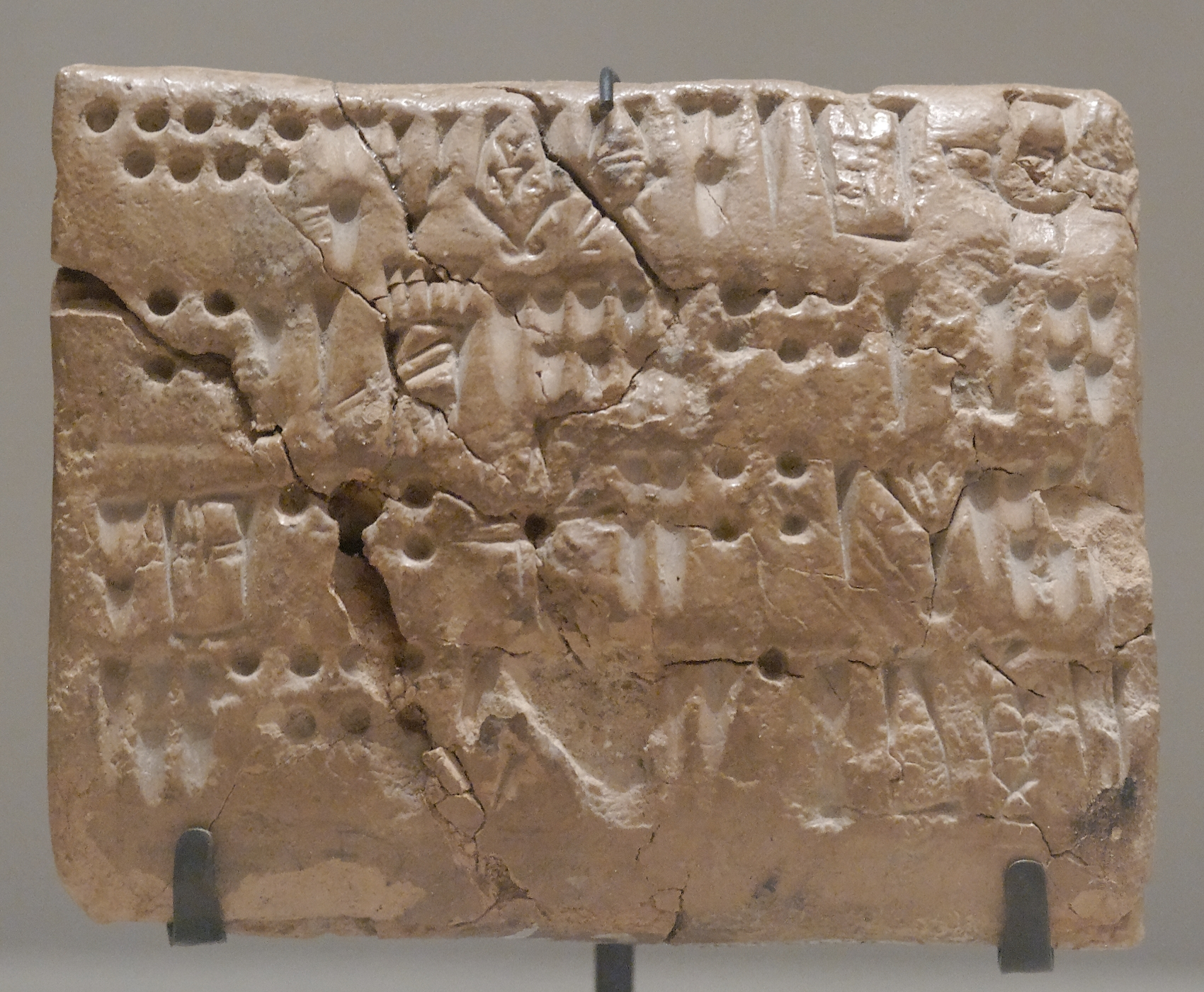
Tablette en écriture proto-élamite provenant de Suse, musée du Louvre.
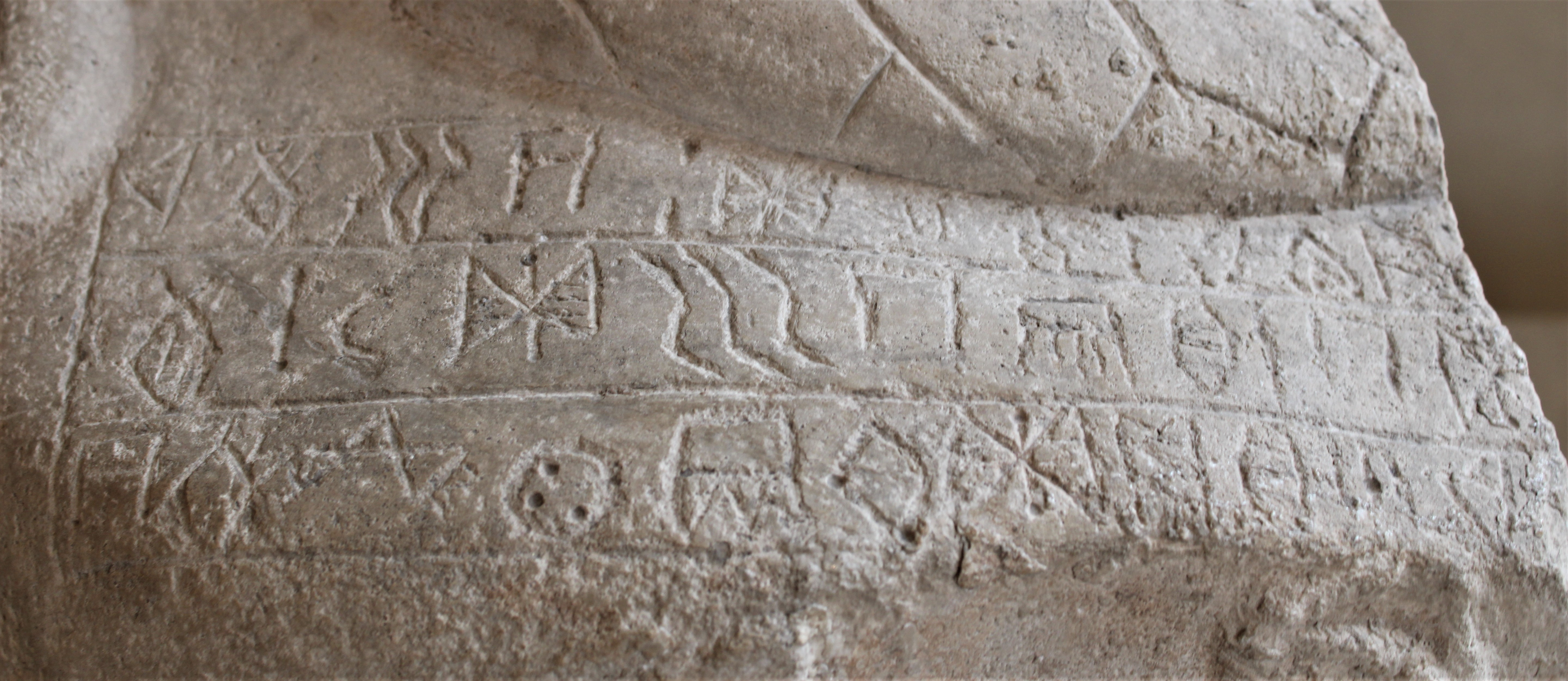
Inscription en élamite linéaire datée du règne du roi Puzur-Inshushinak (v. 2150 av. J.-C.). Musée du Louvre.

### Nature de la documentation écrite

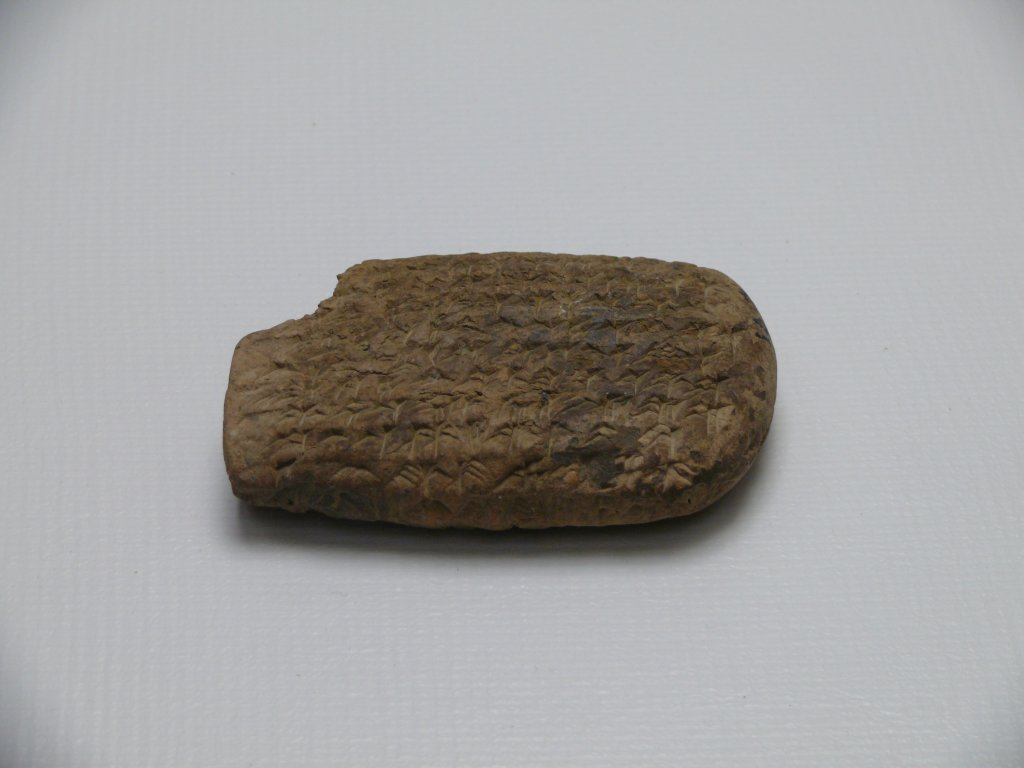
Tablette administrative de l'archive des fortifications de Persépolis, c. 400.

La documentation écrite relative à l'histoire élamite peut apparaître limitée (par rapport à celle disponible dans d'autres régions antiques ayant employé l'écriture cunéiforme comme la Syrie ou l'Anatolie, pour éviter la comparaison avec la Mésopotamie). Pourtant, de nombreux textes proviennent de régions élamites, mais dans l'immense majorité de la Susiane : avant tout de Suse, mais aussi Haft-Tappeh et Chogha Zanbil, ainsi que quelques autres sites. Cette région avait des affinités culturelles avec la Mésopotamie, qui font que sa place en tant que région « élamite » est discutée pour plusieurs périodes de son histoire. L'autre problème lié à sa documentation est d'ordre scientifique : les textes susiens ont été édités il y a plusieurs décennies, et ont depuis été largement ignorés, ce qui fait qu'ils n'ont pour la plupart pas bénéficié d'une réédition répondant aux critères scientifiques actuels, rendant leur étude encore plus complexe. Une grande partie de l'Élam n'a livré que très peu de tablettes, puisque dans les régions hautes seuls Anshan et surtout Persépolis (pour la période achéménide, qui n'est donc pas à proprement parler élamite) ont été des lieux de trouvaille de lots conséquents de textes cunéiformes en élamite. 
Les sources écrites montrent qu'au moins la partie occidentale de l'Élam faisait partie de la « culture cunéiforme », et qu'y étaient formés des scribes connaissant les documents écrits caractéristiques. Les textes sont avant tout rédigés en akkadien,, mais la place de l'élamite est croissante au cours du temps : très marginal avant 1500, il est employé dans les inscriptions royales à partir de l'époque médio-élamite (en Susiane), puis dans des textes administratifs à la fin de cette période (à Anshan), usage qui se répand aux périodes néo-élamite (en Susiane) et achéménide (tablettes de Persépolis), pour lesquelles sont aussi connus des textes religieux en élamite. La documentation écrite retrouvée en Susiane, qu'elle soit écrite en akkadien ou en élamite, est très diverse : textes administratifs et comptables en majorité, mais aussi de nombreuses inscriptions royales, et dans une moindre mesure des textes scolaires (dont certains mathématiques), religieux, juridiques, épistolaires.

### Introductions
- (en) Daniel T. Potts, « The Elamites », dans Touraj Daryaee (dir.), The Oxford Handbook of Iranian History, New York, Oxford University Press, 2012, p. 37-57
- (en) Javier Álvarez-Mon, « Elam: Iran’s First Empire », dans Daniel T. Potts (dir.), A Companion to the Archaeology of the Ancient Near East, Malden et Oxford, Blackwell Publishers, coll. « Blackwell companions to the ancient world », 2012, p. 740-757

### Études sur la civilisation élamite
- Pierre Amiet, « Le monde de l'Iran », dans Bernard Holtzmann (dir.), L'Art de l'Antiquité, 2. l'Égypte et le Proche-Orient, Paris, Gallimard : Réunion des Musées Nationaux, coll. « Manuels d'histoire de l'art », 1997, p. 352-439
- (en) Javier Álvarez-Mon, Gian Pietro Basello et Yasmina Wicks (dir.), The Elamite World, Oxford, Routledge, coll. « Routledge Worlds », 2018 (ISBN 9781315658032, lire en ligne)
- (es) Enrique Quintana Cifuentes, Historia de Elam, el vecino mesopotámico, Murcie, coll. « Estudios Orientales », 1997 (accessible sur interclassica)
- (en) Daniel T. Potts, The Archaeology of Elam: Formation and Transformation of an Ancient Iranian State, Cambridge, Cambridge University Press, coll. « Cambridge World Archaeology », 1999
- (en) François Vallat et al., « Elam », dans Encyclopædia Iranica Online, 1998 (lire en ligne)
  - (en) François Vallat, « i. History of Elam », dans Encyclopædia Iranica Online
  - (en) Elizabeth Carter, « ii. The archaeology of Elam », dans Encyclopædia Iranica Online
  - (en) Robert K. Englund, « iii. Proto-elamite », dans Encyclopædia Iranica Online
  - (en) Mirjo Salvini, « iv. Linear elamite », dans Encyclopædia Iranica Online
  - (en) Françoise Grillot-Susini, « v. Elamite language », dans Encyclopædia Iranica Online
  - (en) François Vallat, « vi. Elamite religion », dans Encyclopædia Iranica Online
  - (en) Sylvie Lackenbacher, « vii. Non-elamite texts in Elam », dans Encyclopædia Iranica Online
- Marie-Joseph Stève, François Vallat, Hermann Gasche, Christelle Jullien et Florence Jullien, « Suse », Supplément au Dictionnaire de la Bible, Letouzey & Ané, nos 73-74,‎ 2002-2003
  - Marie-Joseph Stève, François Vallat et Hermann Gasche, « Suse dans l'histoire », Supplément au Dictionnaire de la Bible, nos 73-74,‎ 2002-2003, col. 403-529
  - François Vallat, « La religion suso-élamite », Supplément au Dictionnaire de la Bible, no 74,‎ 2003, col. 529-553

### Autres
- (en) Jacob L. Dahl, « Early Writing in Iran », dans Daniel T. Potts (dir.), The Oxford Handbook of Ancient Iran, Oxford, Oxford University Press, 2013